# DDR-Nachwuchsmeisterschaft im Badminton
DDR-Nachwuchsmeisterschaften im Badminton wurden seit 1961 ausgetragen. Vor 1961 wurden DDR-Bestenermittlungen durchgeführt. Ab 1961 gab es DDR-Juniorenmeisterschaften, die für die Altersklasse 16/17 durchgeführt wurden, und Schülermeisterschaften, die seit Sommer 1959 für die Altersklasse 12/13 stattfanden. Die Meisterschaften dieser Altersklasse wurden bis 1967/1968 jedoch nur als Bestenermittlung geführt. In den alten Bundesländern entsprachen die Altersklassen der U18 und der U14. Im Gegensatz zum Westteil Deutschlands führte die DDR 1969/1970 Titelkämpfe der U12 ein, damals AK 10/11 genannt. Bis heute gibt es in der Bundesrepublik keine nationalen Meisterschaften für diese jüngsten Badmintontalente. 1976/1977 startete mit der AK 14/15 eine weitere Nachwuchsmeisterschaft, die in der Bundesrepublik mit der U16 (später U17) ein Pendant fand. Die beiden letztgenannten AK-Kategorien wurden in der DDR jedoch 1988 letztmals ausgetragen, während es noch heute Nachwuchsmeisterschaften der U17 im Badminton deutschlandweit gibt. Mannschaftsmeisterschaften fanden sowohl in der AK 10/11, AK 14/15 als auch in der U12 und U16 nie statt. Diese Altersklassen mussten sich im Team mit den nächsthöheren Altersklassen messen.

## Altersklasse 14/15

### Austragungsorte
| Saison    | Datum                    | Ort         |
| --------- | ------------------------ | ----------- |
| 1976/1977 | 4./5. Juni 1977          | Luckau      |
| 1977/1978 | 18./19. März 1978        | Greifswald  |
| 1978/1979 | 7./8. April 1979         | Greifswald  |
| 1979/1980 | 1./2. März 1980          | Tröbitz     |
| 1980/1981 | 28. Februar/1. März 1981 | Greifswald  |
| 1981/1982 | 27./28. Februar 1982     | Hoyerswerda |
| 1982/1983 | 26./27. Februar 1983     | Tröbitz     |
| 1983/1984 | 25./26. Februar 1984     | Tröbitz     |
| 1984/1985 | 2./3. Februar 1985       | Greifswald  |
| 1985/1986 | 21./22. Februar 1986     | Mühlhausen  |
| 1986/1987 | 21./22. Februar 1987     | Luckau      |
| 1987/1988 | 20./21. Februar 1988     | Tröbitz     |

### Sieger und Platzierte
| Saison    | Disziplin    | Erster                                                                               | Zweiter                                                                          | Dritter                                                                          | Dritter                                                                         |
| --------- | ------------ | ------------------------------------------------------------------------------------ | -------------------------------------------------------------------------------- | -------------------------------------------------------------------------------- | ------------------------------------------------------------------------------- |
| 1976/1977 | Damendoppel  | Carmen Ober / Christine Ober (Fortschritt Tröbitz)                                   | Steffi Herold / Kerstin Müller (Einheit Dorfchemnitz)                            | Petra Michalowsky / Roswitha Trabs (Einheit Greifswald / Motor Robur Zittau)     | Petra Cibis / Marion Lichtenstein (Chemie Greppin)                              |
| 1976/1977 | Dameneinzel  | Petra Tobien (Kühlautomat Berlin)                                                    | Carmen Ober (Fortschritt Tröbitz)                                                | Christine Ober (Fortschritt Tröbitz)                                             | Steffi Herold (Einheit Dorfchemnitz)                                            |
| 1976/1977 | Herrendoppel | Frank Fröhlich / Bernd Müller (Einheit Dorfchemnitz)                                 | Andreas Pape / Frank Kattner (Kühlautomat Berlin)                                | Roland Götze / Lutz Möritz (Stahl Rasberg / Traktor Landsberg)                   | Gerald Strauß / Michael Huber (Medizin Luckau)                                  |
| 1976/1977 | Herreneinzel | Fred Fiebig (Lok Blankenburg)                                                        | Ullrich Rutsatz (Motor Robur Zittau)                                             | Frank Fröhlich (Einheit Dorfchemnitz)                                            | Frank Eichhorn (EBT Berlin)                                                     |
| 1976/1977 | Mixed        | Frank Fröhlich / Steffi Herold (Einheit Dorfchemnitz)                                | Michael Huber / Carmen Ober (Medizin Luckau / Fortschritt Tröbitz)               | Bernd Müller / Kerstin Müller (Einheit Dorfchemnitz)                             | Gerald Strauß / Barbara Wilhelm (Medizin Luckau / TSG Lübbenau)                 |
| 1977/1978 | Damendoppel  | Petra Michalowsky / Birgit Kämmer (Einheit Greifswald)                               | Steffi Herold / Kerstin Müller (Einheit Dorfchemnitz)                            | Michaela Junker / Elke Gellert (Kühlautomat Berlin / Aktivist Salzwedel)         | Heike Hähnlein / Silke Schmidt (Aktivist Niederwürschnitz)                      |
| 1977/1978 | Dameneinzel  | Birgit Kämmer (Einheit Greifswald)                                                   | Steffi Herold (Einheit Dorfchemnitz)                                             | Petra Michalowsky (Einheit Greifswald)                                           | Roswitha Trabs (Motor Robur Zittau)                                             |
| 1977/1978 | Herrendoppel | Andreas Pape / Andreas Rotkait (Kühlautomat Berlin)                                  | Gerd Swaton / Gerald Strauß (Wismut Karl-Marx-Stadt / Medizin Luckau)            | Thomas Greeck / Thomas Mundt (Einheit Greifswald)                                | Bernd Müller / Bernd Schramm (Einheit Dorfchemnitz)                             |
| 1977/1978 | Herreneinzel | Thomas Mundt (Einheit Greifswald)                                                    | Steffen Walther (Motor Robur Zittau)                                             | Gerald Strauß (Medizin Luckau)                                                   | Uwe Kiske (Dynamo Hoyerswerda)                                                  |
| 1977/1978 | Mixed        | Andreas Rotkait / Birgit Kämmer (Kühlautomat Berlin / Einheit Greifswald)            | Andreas Pape / Steffi Herold (Kühlautomat Berlin / Einheit Dorfchemnitz)         | Steffen Walter / Roswitha Trabs (Motor Robur Zittau)                             | Thomas Greeck / Petra Michalowsky (Einheit Greifswald)                          |
| 1978/1979 | Damendoppel  | Petra Michalowsky / Birgit Kämmer (Einheit Greifswald)                               | Heike Hähnlein / Silke Schmidt (Aktivist Niederwürschnitz)                       | Michaela Junker / Birgit Jäger (Kühlautomat Berlin / Wismut Karl-Marx-Stadt)     | Jeanette Steiner / Elke Hofmann (Wismut Karl-Marx-Stadt)                        |
| 1978/1979 | Dameneinzel  | Petra Michalowsky (Einheit Greifswald)                                               | Birgit Kämmer (Einheit Greifswald)                                               | Silke Schmidt (Aktivist Niederwürschnitz)                                        | Elke Gellert (Aktivist Salzwedel)                                               |
| 1978/1979 | Herrendoppel | Thomas Mundt / Hardy Lawrenz (Einheit Greifswald / Fortschritt Hohenstein-Ernstthal) | Uwe Süß / Thomas Bley (Aktivist Niederwürschnitz)                                | Andreas Margies / Jörg Hollatz (Einheit Greifswald)                              | Reiner Müller / Langer (Einheit Greifswald / Motor Marienberg)                  |
| 1978/1979 | Herreneinzel | Thomas Mundt (Einheit Greifswald)                                                    | Hardy Lawrenz (Fortschritt Hohenstein-Ernstthal)                                 | Andreas Margies (Einheit Greifswald)                                             | Thomas Bley (Aktivist Niederwürschnitz)                                         |
| 1978/1979 | Mixed        | Thomas Mundt / Petra Michalowsky (Einheit Greifswald)                                | Bernd Müller / Heike Hähnlein (Einheit Dorfchemnitz / Aktivist Niederwürschnitz) | Uwe Süß / Silke Schmidt (Aktivist Niederwürschnitz)                              | Andreas Margies / Birgit Kämmer (Einheit Greifswald)                            |
| 1979/1980 | Damendoppel  | Elke Hofmann / Jeanette Steiner (Wismut Karl-Marx-Stadt)                             | Michaela Junker / Birgit Mengs (Kühlautomat Berlin / Medizin Luckau)             | Sylke Weber / Petra Nobis (Aktivist Niederwürschnitz)                            | Grit Joseph / Kerstin Peters (Einheit Greifswald)                               |
| 1979/1980 | Dameneinzel  | Elke Gellert (Aktivist Salzwedel)                                                    | Susanne Herrmann (Lok Magdeburg)                                                 | Grit Joseph (Einheit Greifswald)                                                 | Sylke Weber (Aktivist Niederwürschnitz)                                         |
| 1979/1980 | Herrendoppel | Thomas Mundt / Hardy Lawrenz (Einheit Greifswald / Fortschritt Hohenstein-Ernstthal) | Heiko Stiehl / Holger Härtwig (Einheit Dorfchemnitz)                             | Dirk Hickl / Kai Abraham (EBT Berlin)                                            | Ralf Böhme / Thomas Dittrich (Medizin Luckau / Fortschritt Tröbitz)             |
| 1979/1980 | Herreneinzel | Thomas Mundt (Einheit Greifswald)                                                    | Hardy Lawrenz (Fortschritt Hohenstein-Ernstthal)                                 | Jörg Hollatz (Einheit Greifswald)                                                | Carsten Schmidt (Aktivist Mittenwalde)                                          |
| 1979/1980 | Mixed        | Thomas Mundt / Michaela Junker (Einheit Greifswald / Kühlautomat Berlin)             | Jörg Hollatz / Grit Joseph (Einheit Greifswald)                                  | Kai Abraham / Silke Kunau (EBT Berlin / Kühlautomat Berlin)                      | Carsten Schmidt / Katrin Schlotte (Aktivist Mittenwalde)                        |
| 1980/1981 | Damendoppel  | Jeanette Steiner / Grit Joseph (Einheit Greifswald)                                  | Kerstin Peters / Annette Schulz (Einheit Greifswald)                             | Silke Kunau / Manuela Engler (Kühlautomat Berlin / EBT Berlin)                   | Heike Franke / Katrin Schlotte (Rotation Erfurt / Aktivist Mittenwalde)         |
| 1980/1981 | Dameneinzel  | Grit Joseph (Einheit Greifswald)                                                     | Jeanette Steiner (Wismut Karl-Marx-Stadt)                                        | Scheermesser (Aktivist Salzwedel)                                                | Katrin Schlotte (Aktivist Mittenwalde)                                          |
| 1980/1981 | Herrendoppel | Dirk Hickl / Torsten Zippel (EBT Berlin)                                             | Kai Abraham / Karl-Hans Pezold (EBT Berlin/HSG DHfK Leipzig)                     | Mario Uhlemann / Karsten Fritzsche (Medizin Luckau)                              | Heiko Stiehl / Hieckel (Einheit Dorfchemnitz)                                   |
| 1980/1981 | Herreneinzel | Dirk Hickl (EBT Berlin)                                                              | Holger Wippich (SG Robur Zittau)                                                 | Mike Strempel (Carl Zeiss Jena Nord)                                             | Mario Uhlemann (Medizin Luckau)                                                 |
| 1980/1981 | Mixed        | Dirk Hickl / Grit Joseph (EBT Berlin / Einheit Greifswald)                           | Bernd Müller / Petra Michalowsky (Einheit Dorfchemnitz / Einheit Greifswald)     | Torsten Zippel / Manuela Engler (EBT Berlin)                                     | Holger Wippich / Roswita Trabs (SG Robur Zittau)                                |
| 1981/1982 | Damendoppel  | Katrin Schlotte / Heike Franke (Aktivist Mittenwalde / Erfurt)                       | Manuela Engler / Silke Kunau (EBT Berlin / Kühlautomat Berlin)                   | Andrea Pohling / Petra Schubert (Fortschritt Tröbitz)                            | Annette Schulz / Kerstin Bohn (Einheit Greifswald)                              |
| 1981/1982 | Dameneinzel  | Ute Trabs (SG Robur Zittau)                                                          | Manuela Engler (EBT Berlin)                                                      | Katrin Schlotte (Aktivist Mittenwalde)                                           | Heike Franke (Rotation Erfurt)                                                  |
| 1981/1982 | Herrendoppel | Kai Abraham / Torsten Zippel (EBT Berlin)                                            | Jan Schülke / Thomas Schülke (Kühlautomat Berlin)                                | Silvio Trommler / Sven Weise (Aktivist Niederwürschnitz / Stahl Südwest Leipzig) | Axel Mews / Mike Joseph (Einheit Greifswald)                                    |
| 1981/1982 | Herreneinzel | Kai Abraham (EBT Berlin)                                                             | Torsten Zippel (EBT Berlin)                                                      | Jens Weber (Aktivist Niederwürschnitz)                                           | Sven Weise (Stahl Südwest Leipzig)                                              |
| 1981/1982 | Mixed        | Kai Abraham / Manuela Engler (EBT Berlin)                                            | Holger Itzigehl / Katrin Schmidt (Stahl Merseburg / Dynamo Aschersleben)         | Jens Weber / Marion Ihle (Aktivist Niederwürschnitz)                             | Olaf Bahn / Katrin Schlotte (EBT Berlin / Aktivist Mittenwalde)                 |
| 1982/1983 | Damendoppel  | Kerstin Bohn / Petra Schubert (Einheit Greifswald / Fortschritt Tröbitz)             | Turid Goetz / Jacqueline Bolduan (Einheit Dorfchemnitz / EBT Berlin)             | Andrea Blietz / Ines Büttner (Aktivist Niederwürschnitz)                         | Cornelia Knoll / Michaela Tröger (Aktivist Niederwürschnitz)                    |
| 1982/1983 | Dameneinzel  | Kerstin Bohn (Einheit Greifswald)                                                    | Gabi Kaarz (Aktivist Mittenwalde)                                                | Jacqueline Bolduan (EBT Berlin)                                                  | Ines Wolter (Aktivist Salzwedel)                                                |
| 1982/1983 | Herrendoppel | Jan Schülke / Olaf Bahn (Kühlautomat Berlin / EBT Berlin)                            | Axel Hundorf / Sven Weise (HSG DHfK Leipzig / Südwest Leipzig)                   | Mike Joseph / Steffen Wolf (Einheit Greifswald / EBT Berlin)                     | Björn Abendroth / Ronny Matthes (Aktivist Niederwürschnitz)                     |
| 1982/1983 | Herreneinzel | Axel Hundorf (HSG DHfK Leipzig)                                                      | Lutz Jenke (Turbine Großenhain)                                                  | Sven Weise (Stahl Südwest Leipzig)                                               | Mike Joseph (Einheit Greifswald)                                                |
| 1982/1983 | Mixed        | Axel Hundorf / Petra Schubert (HSG DHfK Leipzig / Fortschritt Tröbitz)               | Mike Joseph / Kerstin Bohn (Einheit Greifswald)                                  | Sven Weise / Turid Goetz (HSG DHfK Leipzig / Einheit Dorfchemnitz)               | Axel Mews / Annette Schulz (Einheit Greifswald)                                 |
| 1983/1984 | Damendoppel  | Kerstin Bohn / Jacqueline Bolduan (Einheit Greifswald / EBT Berlin)                  | Manuela Hoffmann / Inis Wolter (Aktivist Salzwedel)                              | Turid Goetz / Michaela Tröger (Einheit Dorfchemnitz / Aktivist Niederwürschnitz) | Annet Lorenz / Heike Heutzenröder (Union Mühlhausen)                            |
| 1983/1984 | Dameneinzel  | Kerstin Bohn (Einheit Greifswald)                                                    | Petra Schubert (Fortschritt Tröbitz)                                             | Inis Wolter (Aktivist Salzwedel)                                                 | Heike Heutzenröder (Union Mühlhausen)                                           |
| 1983/1984 | Herrendoppel | Jan Schülke / Sven Weise (Kühlautomat Berlin / HSG DHfK Leipzig)                     | Mike Joseph / Steffen Wolf (Einheit Greifswald / EBT Berlin)                     | Jörg Deutschmann / René Born (Fortschritt Tröbitz)                               | Alexander Pigola / Thomas Bölke (HSG DHfK Leipzig)                              |
| 1983/1984 | Herreneinzel | Sven Weise (HSG DHfK Leipzig)                                                        | Jan Schülke (Kühlautomat Berlin)                                                 | Thomas Bölke (HSG DHfK Leipzig)                                                  | Uwe Fruhen (Stahl Nordwest Böhlitz-Ehrenberg)                                   |
| 1983/1984 | Mixed        | Mike Joseph / Kerstin Bohn (Einheit Greifswald)                                      | René Born / Petra Schubert (Fortschritt Tröbitz)                                 | Sven Weise / Turid Goetz (HSG DHfK Leipzig / Einheit Dorfchemnitz)               | Alexander Pigola / Inis Wolter (HSG DHfK Leipzig / Aktivist Salzwedel)          |
| 1984/1985 | Damendoppel  | Anett Lorenz / Heike Heutzenröder (Union Mühlhausen)                                 | Claudia Zöllner / Antje Augustin (Chemie Niedersedlitz / SG Robur Zittau)        | Weingarth / Czerwinka (Union Mühlhausen)                                         | Marika Fehrmann / Michaela Tröger (Einheit Riesa / Aktivist Niederwürschnitz)   |
| 1984/1985 | Dameneinzel  | Heike Heutzenröder (Union Mühlhausen)                                                | Jeanette Klinke (Gaselan Fürstenwalde)                                           | Michaela Tröger (Aktivist Niederwürschnitz)                                      | Marika Fehrmann (Einheit Riesa)                                                 |
| 1984/1985 | Herrendoppel | Mike Joseph / Jens Thonack (Einheit Greifswald)                                      | Alexander Pigola / Thilo Weise (HSG DHfK Leipzig)                                | Torsten Ehrlich / André Wiechmann (Union Mühlhausen / LMB Güstrow)               | Steffen Wolf / René Klinke (EBT Berlin / Gaselan Fürstenwalde)                  |
| 1984/1985 | Herreneinzel | Mike Joseph (Einheit Greifswald)                                                     | René Klinke (Gaselan Fürstenwalde)                                               | Thilo Weise (HSG DHfK Leipzig)                                                   | Jens Thonack (Einheit Greifswald)                                               |
| 1984/1985 | Mixed        | Mike Joseph / Heike Heutzenröder (Einheit Greifswald / Union Mühlhausen)             | Alexander Pigola / Inis Wolter (HSG DHfK Leipzig / Aktivist Salzwedel)           | Thilo Weise / Manuela Hoffmann (HSG DHfK Leipzig / Aktivist Salzwedel)           | Steffen Wolf / Michaela Tröger (EBT Berlin / Aktivist Niederwürschnitz)         |
| 1985/1986 | Damendoppel  | Anett Lorenz / Heike Heutzenröder (Union Mühlhausen)                                 | Barbara Kühmstedt / Sandra Kraft (Einheit Greifswald)                            | Andrea Nordmann / Katrin Rühe (Lok Magdeburg)                                    | Marika Fehrmann / Antje Augustin (Einheit Riesa / SG Robur Zittau)              |
| 1985/1986 | Dameneinzel  | Heike Heutzenröder (Union Mühlhausen)                                                | Annett Lorenz (Union Mühlhausen)                                                 | Jeanette Klinke (Gaselan Fürstenwalde)                                           | Sandra Kraft (Einheit Greifswald)                                               |
| 1985/1986 | Herrendoppel | André Wiechmann / Torsten Ehrlich (LMG Güstrow / Union Mühlhausen)                   | Wolf Tröger / Jörg Hutzler (Fortschritt Eibau / Wismut Karl-Marx-Stadt)          | Jens-Uwe Renner / Jens Tiepner (SG Gittersee / Chemie Niedersedlitz)             | Gero Feldbinder / Sven Radigk (TSG Lübbenau / Medizin Luckau)                   |
| 1985/1986 | Herreneinzel | Jörg Hutzler (Wismut Karl-Marx-Stadt)                                                | Sven Radigk (Medizin Luckau)                                                     | André Wiechmann (LMB Güstrow)                                                    | Torsten Ehrlich (Union Mühlhausen)                                              |
| 1985/1986 | Mixed        | André Wiechmann / Anett Lorenz (LMB Güstrow / Union Mühlhausen)                      | Torsten Ehrlich / Heike Heutzenröder (Union Mühlhausen)                          | Ronny Röper / Claudia Mädler (Traktor Ausleben / Aktivist Salzwedel)             | Sven Radigk / Marika Fehrmann (Medizin Luckau / Einheit Riesa)                  |
| 1986/1987 | Damendoppel  | Barbara Kühmstedt / Anja Teschke (Einheit Greifswald)                                | Heike Goedicke / Claudia Mädler (Fortschritt Tröbitz / Aktivist Salzwedel)       | Sandra Seyfarth / Sell (Elektronik Gera)                                         | Ines Gattermann / Peggy Richter (Fortschritt Tröbitz)                           |
| 1986/1987 | Dameneinzel  | Jeanette Klinke (Gaselan Fürstenwalde)                                               | Barbara Kühmstedt (Einheit Greifswald)                                           | Ines Gattermann (Fortschritt Tröbitz)                                            | Carmen Fiedler (Wismut Karl-Marx-Stadt)                                         |
| 1986/1987 | Herrendoppel | Thomas Geisler / Peter Gerstner (Lok Gera)                                           | Dirk Otto / Marcus Hampel (HSG Lok HfV Dresden / Fortschritt Tröbitz)            | Gero Feldbinder / Sven Radigk (TSG Lübbenau / Medizin Luckau)                    | Maik Schubert / Stefan Schmidt (Lok Bitterfeld / Dynamo Aschersleben)           |
| 1986/1987 | Herreneinzel | Sven Radigk (Medizin Luckau)                                                         | Dirk Otto (HSG Lok HfV Dresden)                                                  | Ronny Röper (Lok Oschersleben)                                                   | Marcus Hampel (Fortschritt Tröbitz)                                             |
| 1986/1987 | Mixed        | Sven Radigk / Peggy Richter (Medizin Luckau / Fortschritt Tröbitz)                   | Dirk Otto / Barbara Kühmstedt (HSG Lok HfV Dresden / Einheit Greifswald)         | Marcus Hampel / Ines Gattermann (Fortschritt Tröbitz)                            | Ronny Röper / Claudia Mädler (Lok Oschersleben / Aktivist Salzwedel)            |
| 1987/1988 | Damendoppel  | Peggy Richter / Ines Gattermann (Fortschritt Tröbitz)                                | Anja Teschke / Katja Michalowsky (Einheit Greifswald)                            | Anja Lorenz / Diana Moschinski (BSG KWO Berlin / TSG Lübbenau)                   | Rita Söhnel / Bettina Brettschneider (Turbine Großenhain / HSG Lok HfV Dresden) |
| 1987/1988 | Dameneinzel  | Peggy Richter (Fortschritt Tröbitz)                                                  | Katja Michalowsky (Einheit Greifswald)                                           | Ines Gattermann (Fortschritt Tröbitz)                                            | Mandy Backhaus (Union Mühlhausen)                                               |
| 1987/1988 | Herrendoppel | Ronny Röper / Gerald Hempel (Lok Oschersleben / SG Gittersee)                        | Volker Hempel / Matthias Brandt (SG Gittersee / Stahl Merseburg)                 | Steffen Hefter / Ronny Jäger (Stahl Merseburg)                                   | Heiko Geisler / Jens Becke (Lok Gera)                                           |
| 1987/1988 | Herreneinzel | Ronny Röper (Lok Oschersleben)                                                       | Gerald Hempel (SG Gittersee)                                                     | Jan-Peer Teßmann (BSG KWO Berlin)                                                | Matthias Brandt (Stahl Merseburg)                                               |
| 1987/1988 | Mixed        | Marco Czerwenka / Ines Gattermann (Fortschritt Tröbitz)                              | Jan-Peer Teßmann / Anja Lorenz (BSG KWO Berlin)                                  | Ronny Röper / Claudia Mädler (Lok Oschersleben / Aktivist Salzwedel)             | Ronny Sarski / Susann Hoffmann (Fortschritt Taucha / Turbine Markranstädt)      |

## Altersklasse 12–13
(bis 1967/1968 als Bestenermittlung)

### Austragungsorte
| Saison    | Datum                | Ort          |
| --------- | -------------------- | ------------ |
| 1959/1960 | August 1960          | Zschorna     |
| 1960/1961 | 19.–20. August 1961  | Erfurt       |
| 1961/1962 | 26.–27. August 1962  | Leipzig      |
| 1962/1963 | 28.–30. Juli 1963    | Halberstadt  |
| 1963/1964 | 27.–28. Juni 1964    | Halberstadt  |
| 1964/1965 | 24./25. April 1965   | Rostock      |
| 1965/1966 | 23./24. April 1966   | Dresden      |
| 1966/1967 | 22./23. April 1967   | Leipzig      |
| 1967/1968 | 27./28. April 1968   | Halle        |
| 1968/1969 | 19./20. April 1969   | Potsdam      |
| 1969/1970 | 11./12. April 1970   | Erfurt       |
| 1970/1971 | 8./9. Mai 1971       | Dresden      |
| 1971/1972 | 8./9. April 1972     | Stendal      |
| 1972/1973 | 6.–8. April 1973     | Hoyerswerda  |
| 1973/1974 | 26.–29. April 1974   | Suhl         |
| 1974/1975 | 25.–28. April 1975   | Greifswald   |
| 1975/1976 | 6./7. März 1976      | Gera         |
| 1976/1977 | 12./13. März 1977    | Rostock      |
| 1977/1978 | 11./12. März 1978    | Greifswald   |
| 1978/1979 | 24./25. Februar 1979 | Mühlhausen   |
| 1979/1980 | 23./24. Februar 1980 | Aschersleben |
| 1980/1981 | 21./22. Februar 1981 | Greifswald   |
| 1981/1982 | 13./14. Februar 1982 | Greifswald   |
| 1982/1983 | 12./13. Februar 1983 | Greifswald   |
| 1983/1984 | 11./12. Februar 1984 | Mühlhausen   |
| 1984/1985 | 16./17. Februar 1985 | Fürstenwalde |
| 1985/1986 | 15./16. Februar 1986 | Suhl         |
| 1986/1987 | 14./15. Februar 1987 | Greifswald   |
| 1987/1988 | 13./14. Februar 1988 | Berlin       |
| 1988/1989 | 4./5. Februar 1989   | Greifswald   |
| 1989/1990 | 10./11. Februar 1990 | Berlin       |

### Sieger und Platzierte
| Saison    | Disziplin    | Erster                                                                                   | Zweiter                                                                               | Dritter                                                                              | Dritter |
| --------- | ------------ | ---------------------------------------------------------------------------------------- | ------------------------------------------------------------------------------------- | ------------------------------------------------------------------------------------ | --- |
| 1959/1960 | Dameneinzel  | Christa Pietruschka (Aktivist Tröbitz)                                                   | Brigitte Linse (Einheit Greifswald)                                                   | Elke Hollweg (TuS Haldensleben)                                                      | |
| 1959/1960 | Herreneinzel | Hans-Jörg Hecker (Fortschritt Hohenstein-Ernstthal)                                      | Jürgen Bommel (Aktivist Tröbitz)                                                      | Klaus Vater (Turbine KW Lübbenau)                                                    | |
| 1960/1961 | Damendoppel  | Christiane Heizenreder / Vera Below (Fortschritt Falkenstein / Einheit Dorfchemnitz)     | Elke Hollweg / Monika Schröder (TuS Haldensleben / Bezirk Magdeburg)                  | Renate Schröder / Roswita Kirsten (Lok Mühlhausen / Erfurt)                          | Jutta Steffen / Ingrid Schwenn (Bezirk Neubrandenburg)                                                           |
| 1960/1961 | Dameneinzel  | Elke Hollweg (TuS Haldensleben)                                                          | Heidrun Hapke (Aktivist Tröbitz)                                                      | Renate Schröder (Lok Mühlhausen)                                                     | Gerlinde Krusche (Aktivist Tröbitz)                                                                              |
| 1960/1961 | Herrendoppel | Klaus Vater / Jürgen Bommel (Turbine KW Lübbenau / Aktivist Tröbitz)                     | Klaus-Dieter Müller / Klaus-Peter Ziems (Schwerin)                                    | Peter Stumpe / Rudolf Torner (Gera)                                                  | Rainer Grunert / Klaus-Dieter Ebelmann oder Gostmann (Fortschritt Hohenstein-Ernstthal / Bezirk Karl-Marx-Stadt) |
| 1960/1961 | Herreneinzel | Jürgen Bommel (Aktivist Tröbitz)                                                         | Klaus Vater (Turbine KW Lübbenau)                                                     | Wolfgang Furchheim (Lok Haldensleben)                                                | Rainer Grunert (Fortschritt Hohenstein-Ernstthal)                                                                |
| 1960/1961 | Mixed        | Jürgen Bommel / Heidrun Hapke (Aktivist Tröbitz)                                         | Rainer Grunert / Vera Below (Fortschritt Hohenstein-Ernstthal / Einheit Dorfchemnitz) | Peter Sielaff / Ingrid Schwenn (Neubrandenburg)                                      | William Kiesling / Renate Schröder (Bezirk Erfurt / Lok Mühlhausen)                                              |
| 1961/1962 | Damendoppel  | Heidrun Hapke / Ingrid Rädisch (Aktivist Tröbitz)                                        | Gisela Kunath / Christiane Heizenreder (Motor Lichtenberg / Fortschritt Werdau)       | Petra Wittkowski / Luci Zichel (Lok Staßfurt)                                        | |
| 1961/1962 | Dameneinzel  | Heidrun Hapke (Aktivist Tröbitz)                                                         | Gisela Kunath (Motor Lichtenberg)                                                     | Petra Wittkowski (Lok Staßfurt)                                                      | |
| 1961/1962 | Herrendoppel | Hans-Hermann Heuer / Fischer (Dynamo Aschersleben)                                       | Hubert Höhne / Harry Deinert (Aktivist Tröbitz)                                       | Lothar Diehr / Fritz Bennewitz (EBT Berlin / Post Berlin)                            | |
| 1961/1962 | Herreneinzel | Harry Deinert (Aktivist Tröbitz)                                                         | Hans-Hermann Heuer (Dynamo Aschersleben)                                              | Lothar Diehr (EBT Berlin)                                                            | |
| 1962/1963 | Damendoppel  | Christa Tanneberger / Betty Liebschner (Einheit Dorfchemnitz)                            | Ingrid Rädisch / Sigrid Kolditz (Aktivist Tröbitz)                                    | Sonja Kempe / Gisa Dietrich (Einheit Dorfchemnitz)                                   | |
| 1962/1963 | Dameneinzel  | Gisela Kunath (Turbine Lichtenberg)                                                      | Christiane Heizenreder (Fortschritt Falkenstein)                                      | Ingrid Rädisch (Aktivist Tröbitz)                                                    | |
| 1962/1963 | Herrendoppel | Roland Riese / Bernd Bäcker (Aktivist Tröbitz)                                           | Bernd Schurig / Werner Michael (Aktivist Tröbitz)                                     | Heinz Sallmann / Rolf Quosig (Lok Staßfurt)                                          | |
| 1962/1963 | Herreneinzel | Karl-Heinz Beckert (Einheit Pädagogik Leipzig)                                           | Frank Pietrowski (Einheit Pädagogik Leipzig)                                          | Roland Riese (Aktivist Tröbitz)                                                      | |
| 1963/1964 | Damendoppel  | Christiane Heizenreder / Putz (Fortschritt Falkenstein / Aktivist KL Oelsnitz)           | Marina Göpfert / Jutta Tietze (SG Gittersee)                                          | Elsbeth Trampota / Barbara Schwentesius (Lok Haldensleben)                           | |
| 1963/1964 | Dameneinzel  | Christa Zeiß (Aufbau Themar)                                                             | Jutta Tietze (SG Gittersee)                                                           | Elsbeth Trampota (Lok Haldensleben)                                                  | |
| 1963/1964 | Herrendoppel | Roland Riese / Bernd Schurig (Aktivist Tröbitz)                                          | Eberhard Braune / Hans-Jürgen Göhler (Dynamo Freiberg)                                | Konrad Güldenpfennig / Heinz Osburg (Medizin Weißensee)                              | |
| 1963/1964 | Herreneinzel | Roland Riese (Aktivist Tröbitz)                                                          | Erfried Michalowsky (Einheit Greifswald)                                              | Hans-Jürgen Göhler (Dynamo Freiberg)                                                 | |
| 1964/1965 | Damendoppel  | Veronika Winkler / Renate Miedel (Chemie Bischofswerda)                                  | Marina Göpfert / Jutta Tietze (SG Gittersee)                                          | Gisa Dietrich / Beate Hennig (Einheit Dorfchemnitz)                                  | |
| 1964/1965 | Dameneinzel  | Jutta Tietze (SG Gittersee)                                                              | Brigitte Zeiß (Aufbau Themar)                                                         | Gisa Dietrich (Einheit Dorfchemnitz)                                                 | |
| 1964/1965 | Herrendoppel | Karl-Heinz Thiepold / Hans Jakob (Empor Döbeln)                                          | Bernd Bäcker / Reinhard Sappok (Aktivist Tröbitz)                                     | Steffen Schlesinger / Detlef Bodinek (Einheit Dorfchemnitz)                          | |
| 1964/1965 | Herreneinzel | Bernd Bäcker (Aktivist Tröbitz)                                                          | Fred Kraus (Chemie Weißwasser)                                                        | Steffen Schlesinger (Einheit Dorfchemnitz)                                           | |
| 1965/1966 | Damendoppel  | Monika Thiere / Angelika Seifert (Aktivist Tröbitz)                                      | Karin Böhm / Karla Schubert (Chemie Zwenkau)                                          | Angela Cassens / Brigitte Speck (Vekoma Bühlau)                                      | |
| 1965/1966 | Dameneinzel  | Monika Thiere (Aktivist Tröbitz)                                                         | Angela Cassens (Vekoma Bühlau)                                                        | Heidi Meisel (Motor Fraureuth)                                                       | |
| 1965/1966 | Herrendoppel | Karl-Heinz Grey / Jürgen Brösel (Lok Staßfurt)                                           | Konrad Uffrecht / Hannes Woitkowiak (Lok Haldensleben)                                | Armin Balke / Wolfgang Böttcher (Lok Staßfurt)                                       | |
| 1965/1966 | Herreneinzel | Joachim Wiegand (Lok Weißenfels)                                                         | Wolfgang Michael (Tiefbau Anklam)                                                     | Joachim Noll (Einheit Pädagögik Leipzig)                                             | |
| 1966/1967 | Damendoppel  | Sabine Kirchgeorg / Claudia Münchmeier (Medizin Ilmenau)                                 | Bärbel Günther / Margit Herferth (Turbine Lichtenberg)                                | Edeltraud Flechner / Karin Ledig (Empor Eichwalde)                                   | Petra Wernicke / Kassner (Einheit Kyritz)                                                                        |
| 1966/1967 | Dameneinzel  | Roselies Ohrdorf (Lok Haldensleben)                                                      | Gerda Löchelt (Aufbau Demmin)                                                         | Bärbel Schlegel (Motor Zwickau)                                                      | Karin Sitter (Fortschritt Gößnitz)                                                                               |
| 1966/1967 | Herrendoppel | Armin Balke / Wolfgang Böttcher (Lok Staßfurt)                                           | Joachim Wiegand / Zeymer (Lok Weißenfels)                                             | Michael Artic / Jürgen Richter (Stahl Südwest Leipzig / Turbine Markranstädt)        | Dieter Rößler / Werner Dornbusch (Einheit Dorfchemnitz)                                                          |
| 1966/1967 | Herreneinzel | Joachim Wiegand (Lok Weißenfels)                                                         | Armin Balke (Lok Staßfurt)                                                            | Heinz Kunze (Aufbau Hoyerswerda)                                                     | Dieter Rößler (Einheit Dorfchemnitz)                                                                             |
| 1967/1968 | Damendoppel  | Edeltraud Flechner / Ursula Kaul (Empor Eichwalde)                                       | Bärbel Eckhardt / Bärbel Neugebauer (Turbine Markranstädt)                            | Helga Pöschel / Christine Engemann (Fortschritt Gößnitz / HSG DHfK Leipzig)          | Margot Wolfram / Flach (Einheit Kyritz)                                                                          |
| 1967/1968 | Dameneinzel  | Edeltraud Flechner (Empor Eichwalde)                                                     | Ursula Kaul (Empor Eichwalde)                                                         | Bärbel Neugebauer (Turbine Markranstädt)                                             | Christina Engemann (HSG DHfK Leipzig)                                                                            |
| 1967/1968 | Herrendoppel | Wolfram Schröter / Dieter Braun (Empor Eichwalde)                                        | Jürgen Richter / Winfried Rosenkranz (Turbine Markranstädt)                           | Bernd Richter / Peter Schwittek (Lok Kirchmöser)                                     | Hoyer / Margaschewski (TSG Lübbenau)                                                                             |
| 1967/1968 | Herreneinzel | Wolfram Schröter (Empor Eichwalde)                                                       | Gerhard Riese (Aktivist Tröbitz)                                                      | Winfried Rosenkranz (Turbine Markranstädt)                                           | Klaus Skobowsky (Aktivist Tröbitz)                                                                               |
| 1968/1969 | Damendoppel  | Gabriele Lindner / Ursula Kaul (Lok Bischofswerda / Empor Eichwalde)                     | Ilona Hüttig / Lange (Lok Bischofswerda)                                              | Angelika Otto / Rölke (Motor Brand-Langenau / Empor West Zwickau)                    | Lange / Brill (Feinmess Suhl)                                                                                    |
| 1968/1969 | Dameneinzel  | Helga Pöschel (Fortschritt Gößnitz)                                                      | Griseldis Lindner (Lok Bischofswerda)                                                 | Maria Fiebig (Einheit Dorfchemnitz)                                                  | Angelika Otto (Motor Brand-Langenau)                                                                             |
| 1968/1969 | Herrendoppel | Reinhard Flache / Werner Bärwald (Dynamo Bitterfeld)                                     | Niendorf / Dieter Döring (Einheit Jüterbog)                                           | Jürgen Meißner / Klaus Skobowsky (Aktivist Tröbitz)                                  | Jacob / Michael Umlauf (Empor Döbeln)                                                                            |
| 1968/1969 | Herreneinzel | Klaus Skobowsky (Aktivist Tröbitz)                                                       | Harald Fenske (Stahl Nordwest Leipzig)                                                | Udo Wolff (Gaselan Fürstenwalde)                                                     | Wilfried Bessin (Lok Haldensleben)                                                                               |
| 1968/1969 | Mixed        | Detlef Sprenger / Ursula Kaul (EBT Berlin / Empor Eichwalde)                             | Harald Fenske / Helga Pöschel (Stahl Nordwest Leipzig / Fortschritt Gößnitz)          | Jörg Thiele / Dagmar Laake (Lok Kirchmöser)                                          | Norbert Kannenberg / Bärbel Selent (Aufbau Demmin)                                                               |
| 1969/1970 | Damendoppel  | Sylvia König / Angela Wenzel (Einheit Dorfchemnitz)                                      | Astrit Schreiber / Marion Trifon (Aktivist Niederwürschnitz / Turbine Frankenberg)    | Karla Grützner / Carmen Heßmann (Motor Hermsdorf / Aktivist Niederwürschnitz)        | Wagner / Albrecht (Traktor Viernau)                                                                              |
| 1969/1970 | Dameneinzel  | Astrit Schreiber (Aktivist Niederwürschnitz)                                             | Ilona Hüttig (Lok Bischofswerda)                                                      | Rosi Haselbacher (Einheit Dorfchemnitz)                                              | Röser (Chemie Ilmenau)                                                                                           |
| 1969/1970 | Herrendoppel | Frank Griesbach / Bernd Schramm (Einheit Dorfchemnitz)                                   | Klaus Skobowsky / Detlef Sprenger (Aktivist Tröbitz / Empor Eichwalde)                | Siegfried Dombrowski / Dietmar Witte (Motor Eberswalde)                              | Burkhardt / Axel Thron (Einheit Gotha)                                                                           |
| 1969/1970 | Herreneinzel | Detlef Sprenger (Empor Eichwalde)                                                        | Klaus Skobowsky (Aktivist Tröbitz)                                                    | Frank Griesbach (Einheit Dorfchemnitz)                                               | Jürgen Homburg (Empor Eichwalde)                                                                                 |
| 1969/1970 | Mixed        | Jürgen Homburg / Karin Dommisch (Empor Eichwalde)                                        | Klaus Fritzsche / Sylvia König (Einheit Dorfchemnitz)                                 | Bernd Schramm / Angela Wenzel (Einheit Dorfchemnitz)                                 | Stefan Sühnel / Rena Scheithauer (Motor Hainichen / Einheit Dorfchemnitz)                                        |
| 1970/1971 | Damendoppel  | Sylvia König / Angela Wenzel (Einheit Dorfchemnitz)                                      | Karla Grützner / Sylvia Hegel (Motor Hermsdorf)                                       | Karin Brestrich / Katrin Rost (Lok Gera)                                             | Sylvia Scheiter / Carmen Heßmann (Aktivist Niederwürschnitz)                                                     |
| 1970/1971 | Dameneinzel  | Astrit Schreiber (Aktivist Niederwürschnitz)                                             | Renate Thurow (Einheit Greifswald)                                                    | Carmen Heßmann (Aktivist Niederwürschnitz)                                           | Marion Trifon (Turbine Frankenberg)                                                                              |
| 1970/1971 | Herrendoppel | Jürgen Homburg / Ralf Pohl (Empor Eichwalde)                                             | Jörg-Peter Palm / Michael Schmidt (Empor Eichwalde)                                   | Rainer Bielefeld / Jensen (Lok Pritzwalk)                                            | Lutz Müller / Uwe Perlik (Vekoma Bühlau)                                                                         |
| 1970/1971 | Herreneinzel | Jürgen Homburg (Empor Eichwalde)                                                         | Frank Georgi (Empor West Zwickau)                                                     | Klaus Fritzsche (Einheit Dorfchemnitz)                                               | Rainer Bielefeld (Lok Pritzwalk)                                                                                 |
| 1970/1971 | Mixed        | Ralf Pohl / Astrit Schreiber (Empor Eichenwalde / Aktivist Niederwürschnitz)             | Michael Franz / Renate Thurow (Einheit Greifswald)                                    | Jens Scheithauer / Rena Scheithauer (Einheit Dorfchemnitz)                           | Andreas Benz / Sylvia Hegel (Motor Hermsdorf)                                                                    |
| 1971/1972 | Damendoppel  | Renate Thurow / Ilona Michalowsky (Einheit Greifswald)                                   | Rena Scheithauer / Elke Härtwig (Einheit Dorfchemnitz)                                | Mann / Schneider (Fortschritt Hohenstein-Ernstthal)                                  | Petra Kaufmann / Petra Jürgens (Lok Bitterfeld)                                                                  |
| 1971/1972 | Dameneinzel  | Sylvia Scheiter (Aktivist Niederwürschnitz)                                              | Rena Scheithauer (Einheit Dorfchemnitz)                                               | Renate Thurow (Einheit Greifswald)                                                   | Karin Brestrich (Lok Gera)                                                                                       |
| 1971/1972 | Herrendoppel | Jörg-Peter Palm / Michael Schmidt (FSG Wildau)                                           | Rainer Sperfeldt / Hans Sossna (TSG Fürstenwalde)                                     | Dietmar Pietsch / Boraschke (Lok Bischofswerda)                                      | Jens Scheithauer / Mathias Helbig (Einheit Dorfchemnitz)                                                         |
| 1971/1972 | Herreneinzel | Roland Grandner (Motor Brand-Langenau)                                                   | Rainer Sperfeldt (Gaselan Fürstenwalde)                                               | Jörg-Peter Palm (FSG Wildau)                                                         | Michael Schmidt (FSG Wildau)                                                                                     |
| 1971/1972 | Mixed        | Jens Scheithauer / Rena Scheithauer (Einheit Dorfchemnitz)                               | Michael Schmidt / Renate Schnell (FSG Wildau / Motor Köpenick)                        | Jörg-Peter Palm / Ilona Michalowsky (FSG Wildau / Einheit Greifswald)                | Matthias Röder / Engert (Chemie Zwenkau)                                                                         |
| 1972/1973 | Damendoppel  | Elke Härtwig / Carola Morgenstern (Einheit Dorfchemnitz)                                 | Sylvia Scheiter / Elke Räder (Aktivist Niederwürschnitz)                              | Heike Schittek / Ute Bernhardt (Aktivist Niederwürschnitz)                           | Dagmar Friedrich / Dagmar Klein (Motor Hainichen)                                                                |
| 1972/1973 | Dameneinzel  | Sylvia Scheiter (Aktivist Niederwürschnitz)                                              | Dagmar Friedrich (Motor Hainichen)                                                    | Elke Räder (Aktivist Niederwürschnitz)                                               | Carola Morgenstern (Einheit Dorfchemnitz)                                                                        |
| 1972/1973 | Herrendoppel | Frank Hänig / Matthias Freier (Aktivist Niederwürschnitz)                                | Jens Scheithauer / Mathias Helbig (Einheit Dorfchemnitz)                              | Jörg-Peter Palm / Wolfgang Hillbricht (FSG Wildau)                                   | Franz Bubas / Michael Lehmann (TSG Lübbenau)                                                                     |
| 1972/1973 | Herreneinzel | Jörg-Peter Palm (FSG Wildau)                                                             | Frank Hänig (Aktivist Niederwürschnitz)                                               | Jens Scheithauer (Einheit Dorfchemnitz)                                              | Wolfgang Hillbricht (FSG Wildau)                                                                                 |
| 1972/1973 | Mixed        | Jörg-Peter Palm / Ilona Michalowsky (FSG Wildau / Einheit Greifswald)                    | Jens Scheithauer / Dagmar Helbig (Einheit Dorfchemnitz)                               | Matthias Freier / Elke Räder (Aktivist Niederwürschnitz)                             | Mathias Helbig / Carola Morgenstern (Einheit Dorfchemnitz)                                                       |
| 1973/1974 | Damendoppel  | Christine Ober / Carmen Ober (Fortschritt Tröbitz)                                       | Sylvia Holz / Ilona Michalowsky (Einheit Greifswald)                                  | Dagmar Helbig / Marina Dockhorn (Einheit Dorfchemnitz)                               | Dagmar Friedrich / Silvia Göbel (Motor Hainichen)                                                                |
| 1973/1974 | Dameneinzel  | Ilona Michalowsky (Einheit Greifswald)                                                   | Dagmar Friedrich (Motor Hainichen)                                                    | Christine Ober (Fortschritt Tröbitz)                                                 | Marina Dockhorn (Einheit Dorfchemnitz)                                                                           |
| 1973/1974 | Herrendoppel | Mathias Frommer / Frank Fröhlich (Einheit Dorfchemnitz)                                  | Manfred Hoffmann / Frank Peterwitz (FSG Wildau)                                       | Michael Sprenger / Joachim Jeziorowski (FSG Wildau)                                  | Michael Lehmann / Rainer Bösel (TSG Lübbenau / Einheit Greifswald)                                               |
| 1973/1974 | Herreneinzel | Michael Lehmann (TSG Lübbenau)                                                           | Manfred Hoffmann (FSG Wildau)                                                         | Rainer Bösel (Einheit Greifswald)                                                    | Andy Heiden (Einheit Greifswald)                                                                                 |
| 1973/1974 | Mixed        | Manfred Hoffmann / Petra Tobien (FSG Wildau)                                             | Michael Lehmann / Christine Ober (TSG Lübbenau / Fortschritt Tröbitz)                 | Frank Peterwitz / Dagmar Friedrich (FSG Wildau / Motor Hainichen)                    | Michael Sprenger / Carmen Ober (FSG Wildau / Fortschritt Tröbitz)                                                |
| 1974/1975 | Damendoppel  | Christine Ober / Carmen Ober (Fortschritt Tröbitz)                                       | Heike Günther / Petra Tobien (Aktivist Niederwürschnitz / Kühlautomat Berlin)         | Dagmar Helbig / Marina Dockhorn (Einheit Dorfchemnitz)                               | Sylvia Holz / Birgit Kämmer (Einheit Greifswald)                                                                 |
| 1974/1975 | Dameneinzel  | Christine Ober (Fortschritt Tröbitz)                                                     | Carmen Ober (Fortschritt Tröbitz)                                                     | Dagmar Helbig (Einheit Dorfchemnitz)                                                 | Marina Dockhorn (Einheit Dorfchemnitz)                                                                           |
| 1974/1975 | Herrendoppel | Eberhard Rosanka / Jürgen Markewiecz (Motor Dresden-Neustadt / Stahl Südwest Leipzig)    | Frank Eichhorn / Lutz Waldheim (EBT Berlin)                                           | Fred Schamscha / Paul (Lok Blankenburg / Aktivist Salzwedel)                         | Mario Borchardt / Manfred Habke (Motor Eberswalde)                                                               |
| 1974/1975 | Herreneinzel | Ullrich Rutsatz (Motor Zittau)                                                           | Jürgen Markiewicz (Stahl Südwest Leipzig)                                             | Fred Schamscha (Lok Blankenburg)                                                     | Andreas Rupprecht (Empor West Zwickau)                                                                           |
| 1974/1975 | Mixed        | Frank Eichhorn / Marina Dockhorn (EBT Berlin / Einheit Dorfchemnitz)                     | Michael Huber / Christine Ober (Medizin Luckau / Fortschritt Tröbitz)                 | Frank Lorenz / Carmen Ober (Medizin Luckau / Fortschritt Tröbitz)                    | Eberhard Rosanka / Dagmar Helbig (Motor Dresden-Neustadt / Einheit Dorfchemnitz)                                 |
| 1975/1976 | Damendoppel  | Kerstin Müller / Steffi Herold (Einheit Dorfchemnitz)                                    | Petra Steffens / Barbara Wilhelm (TSG Lübbenau)                                       | Birgit Kämmer / Petra Michalowsky (Einheit Greifswald)                               | Astrid Itzigehl / Anke Lenz (Stahl Merseburg)                                                                    |
| 1975/1976 | Dameneinzel  | Kerstin Müller (Einheit Dorfchemnitz)                                                    | Petra Steffens (TSG Lübbenau)                                                         | Petra Michalowsky (Einheit Greifswald)                                               | Kerstin Rosner (Aktivist Niederwürschnitz)                                                                       |
| 1975/1976 | Herrendoppel | Lutz Möritz / Roland Götze (Traktor Landsberg / Stahl Rasberg)                           | Andreas Pape / Frank Kattner (Kühlautomat Berlin)                                     | Bernd Nowak / Gerd Swaton (Wismut Karl-Marx-Stadt)                                   | Bernd Müller / Gerald Strauß (Einheit Dorfchemnitz / Medizin Luckau)                                             |
| 1975/1976 | Herreneinzel | Andreas Pape (Kühlautomat Berlin)                                                        | Bernd Nowak (Wismut Karl-Marx-Stadt)                                                  | Frank Kattner (Kühlautomat Berlin)                                                   | Roland Götze (Stahl Rasberg)                                                                                     |
| 1975/1976 | Mixed        | Andreas Pape / Kerstin Müller (Kühlautomat Berlin / Einheit Dorfchemnitz)                | Ronald Dietrich / Kerstin Rosner (Aktivist Niederwürschnitz)                          | Bernd Nowak / Angela Beche (Wismut Karl-Marx-Stadt)                                  | Roland Götze / Marion Lichtenstein (Stahl Rasberg / Chemie Greppin)                                              |
| 1976/1977 | Damendoppel  | Petra Michalowsky / Roswitha Trabs (Einheit Greifswald / Robotron Zittau)                | Birgit Jäger / Angela Beche (Wismut Karl-Marx-Stadt)                                  | Silke Schmidt / Heike Hähnlein (Aktivist Niederwürschnitz)                           | Elke Hofmann / Astrid Itzigehl (Wismut Karl-Marx-Stadt / Stahl Merseburg)                                        |
| 1976/1977 | Dameneinzel  | Petra Michalowsky (Einheit Greifswald)                                                   | Roswitha Trabs (SG Robur Zittau)                                                      | Astrid Itzigehl (Stahl Merseburg)                                                    | Silke Schmidt (Aktivist Niederwürschnitz)                                                                        |
| 1976/1977 | Herrendoppel | Uwe Süß / Thomas Apfelbaum (Aktivist Niederwürschnitz)                                   | Jan Förster / Sven Noack (Wismut Karl-Marx-Stadt)                                     | Andreas Rotkait / Roland Pape (Kühlautomat Berlin)                                   | Fred Ihling / Hardy Lawrenz (Aufbau Nienburg / Fortschritt Hohenstein-Ernstthal)                                 |
| 1976/1977 | Herreneinzel | Andreas Rotkait (Kühlautomat Berlin)                                                     | Langer (Motor Marienberg)                                                             | Frank Köseling (Motor Eberswalde)                                                    | Knut Kühn (Lok Magdeburg)                                                                                        |
| 1976/1977 | Mixed        | Andreas Rotkait / Petra Michalowsky (Kühlautomat Berlin / Einheit Greifswald)            | Andreas Margies / Roswitha Trabs (Einheit Greifswald / SG Robur Zittau)               | Thomas Apfelbaum / Birgit Jäger (Aktivist Niederwürschnitz / Wismut Karl-Marx-Stadt) | Knut Kühn / Angela Beche (Lok Magdeburg / Wismut Karl-Marx-Stadt)                                                |
| 1977/1978 | Damendoppel  | Elke Hofmann / Jeanette Steiner (Wismut Karl-Marx-Stadt)                                 | Michaela Junker / Elke Gellert (Kühlautomat Berlin / Aktivist Salzwedel)              | Carla Melzer / Katrin Schlotte (Turbine Potsdam / Aktivist Mittenwalde)              | Delphine Lehmann / Susanne Herrmann (Einheit Dorfchemnitz / Lok Magdeburg)                                       |
| 1977/1978 | Dameneinzel  | Elke Gellert (Aktivist Salzwedel)                                                        | Michaela Junker (Kühlautomat Berlin)                                                  | Elke Hofmann (Wismut Karl-Marx-Stadt)                                                | Susanne Herrmann (Lok Magdeburg)                                                                                 |
| 1977/1978 | Herrendoppel | Hardy Lawrenz / Uwe Sommer (Fortschritt Hohenstein-Ernstthal / Dynamo Aschersleben)      | Mario Uhlemann / Karsten Fritzsche (Medizin Luckau)                                   | Thomas Mundt / Roland Pape (Einheit Greifswald / Kühlautomat Berlin)                 | Christian Ramm / Falko Kunze (Motor Marienberg / Motor Hainichen)                                                |
| 1977/1978 | Herreneinzel | Thomas Mundt (Einheit Greifswald)                                                        | Hardy Lawrenz (Fortschritt Hohenstein-Ernstthal)                                      | Michael Stiehl (Einheit Dorfchemnitz)                                                | Roland Pape (Kühlautomat Berlin)                                                                                 |
| 1977/1978 | Mixed        | Hardy Lawrenz / Elke Hofmann (Fortschritt Hohenstein-Ernstthal / Wismut Karl-Marx-Stadt) | Thomas Mundt / Michaela Junker (Einheit Greifswald / Kühlautomat Berlin)              | Michael Stiehl / Delphine Lehmann (Einheit Dorfchemnitz)                             | Christian Ramm / Buschbeck (Motor Marienberg)                                                                    |
| 1978/1979 | Damendoppel  | Delphine Lehmann / Jeanette Steiner (Einheit Dorfchemnitz / Wismut Karl-Marx-Stadt)      | Gabi Boron / Marion Ihle (Aktivist KL Oelsnitz / Aktivist Niederwürschnitz)           | Xenia Bachmann / Birgit Mengs (Einheit Dorfchemnitz / Medizin Luckau)                | Katrin Pfaue / Iris Schmidt (Dynamo Aschersleben)                                                                |
| 1978/1979 | Dameneinzel  | Jeanette Steiner (Wismut Karl-Marx-Stadt)                                                | Birgit Mengs (Medizin Luckau)                                                         | Katrin Schlotte (Aktivist Mittenwalde)                                               | Krüger (TSG Lübbenau)                                                                                            |
| 1978/1979 | Herrendoppel | Heiko Stiehl / Holger Härtwig (Einheit Dorfchemnitz)                                     | René Uhlig / Mathias Jethon (Einheit Dorfchemnitz / Aufbau Nienburg)                  | Fabich / Weise (Wismut Karl-Marx-Stadt)                                              | Mario Uhlemann / Karsten Fritzsche (Medizin Luckau)                                                              |
| 1978/1979 | Herreneinzel | Heiko Stiehl (Einheit Dorfchemnitz)                                                      | Holger Härtwig (Einheit Dorfchemnitz)                                                 | Dirk Hickl (EBT Berlin)                                                              | Mario Uhlemann (Medizin Luckau)                                                                                  |
| 1978/1979 | Mixed        | Holger Härtwig / Jeanette Steiner (Einheit Dorfchemnitz / Wismut Karl-Marx-Stadt)        | Heiko Stiehl / Delphine Lehmann (Einheit Dorfchemnitz)                                | Dirk Hickl / Katrin Schlotte (EBT Berlin / Aktivist Mittenwalde)                     | Fabich / Marion Ihle (Wismut Karl-Marx-Stadt / Aktivist Niederwürschnitz)                                        |
| 1979/1980 | Damendoppel  | Heike Franke / Katrin Schlotte (Rotation Erfurt / Aktivist Mittenwalde)                  | Katrin Pfaue / Iris Schmidt (Dynamo Aschersleben)                                     | Silke Kunau / Annette Schulz (Kühlautomat Berlin / Einheit Greifswald)               | Manuela Engler / Marion Ihle (EBT Berlin / Aktivist Niederwürschnitz)                                            |
| 1979/1980 | Dameneinzel  | Iris Schmidt (Dynamo Aschersleben)                                                       | Heike Franke (Rotation Erfurt)                                                        | Katrin Pfaue (Dynamo Aschersleben)                                                   | Katrin Schlotte (Aktivist Mittenwalde)                                                                           |
| 1979/1980 | Herrendoppel | Kai Abraham / Torsten Zippel (EBT Berlin)                                                | Jens Weber / Olaf Kindt (Aktivist Niederwürschnitz / Motor Eberswalde)                | Michael Hieckel / Holger Itzigehl (Einheit Dorfchemnitz / Stahl Merseburg)           | Jürgen Kakoschki / Jens Kröner (Empor West Zwickau / Wismut Karl-Marx-Stadt)                                     |
| 1979/1980 | Herreneinzel | Michael Hieckel (Einheit Dorfchemnitz)                                                   | Kai Abraham (EBT Berlin)                                                              | Matthias Erbe (Einheit Rathenow)                                                     | Jens Weber (Aktivist Niederwürschnitz)                                                                           |
| 1979/1980 | Mixed        | Michael Hieckel / Iris Schmidt (Einheit Dorfchemnitz / Dynamo Aschersleben)              | Kai Abraham / Katrin Schlotte (EBT Berlin / Aktivist Mittenwalde)                     | Holger Itzigehl / Katrin Pfaue (Stahl Merseburg / Dynamo Aschersleben)               | Jens Weber / Marion Ihle (Aktivist Niederwürschnitz)                                                             |
| 1980/1981 | Damendoppel  | Evelyn Görler / Kerstin Bohn (Wismut Karl-Marx-Stadt / Einheit Greifswald)               | Andrea Blietz / Mandy Wetzel (Aktivist Niederwürschnitz / Aktivist KL Oelsnitz)       | Jaqueline Bolduan / Gabriele Kaarz (EBT Berlin / Aktivist Mittenwalde)               | Turid Goetz / Müller (Einheit Dorfchemnitz)                                                                      |
| 1980/1981 | Dameneinzel  | Kerstin Bohn (Einheit Greifswald)                                                        | Evelyn Görler (Wismut Karl-Marx-Stadt)                                                | Marika Fehrmann (Einheit Riesa)                                                      | Turid Goetz (Einheit Dorfchemnitz)                                                                               |
| 1980/1981 | Herrendoppel | Kai Abraham / Olaf Bahn (EBT Berlin)                                                     | Jan Schülke / Sven Weise (Kühlautomat Berlin / Stahl SW Leipzig)                      | Silvio Trommler / Kröner (Aktivist Niederwürschnitz / Wismut Karl-Marx-Stadt)        | Axel Hundorf / Matthias Erbe (Dynamo NO Leipzig / Einheit Rathenow)                                              |
| 1980/1981 | Herreneinzel | Kai Abraham (EBT Berlin)                                                                 | Axel Hundorf (Dynamo NO Leipzig)                                                      | Lutz Jenke (Turbine Großenhain)                                                      | Kagelmacher (Empor Saßnitz)                                                                                      |
| 1980/1981 | Mixed        | Kai Abraham / Jacqueline Bolduan (EBT Berlin)                                            | Axel Hundorf / Andrea Blietz (Dynamo NO Leipzig / Aktivist Niederwürschnitz)          | Jan Schülke / Kerstin Bohn (Kühlautomat Berlin / Einheit Greifswald)                 | Kröner / Evelyn Görler (Wismut Karl-Marx-Stadt)                                                                  |
| 1981/1982 | Damendoppel  | Kerstin Bohn / Turid Goetz (Einheit Greifswald / Einheit Dorfchemnitz)                   | Uta Brückner / Ines Wolter (Aktivist Salzwedel)                                       | Ines Büttner / Mandy Wetzel (Aktivist Niederwürschnitz / Fortschritt Oelsnitz)       | Marika Fehrmann / Leonore Fehrmann (Einheit Riesa)                                                               |
| 1981/1982 | Dameneinzel  | Turid Goetz (Einheit Dorfchemnitz)                                                       | Kerstin Bohn (Einheit Greifswald)                                                     | Petra Schubert (Fortschritt Tröbitz)                                                 | Uta Brückner (Aktivist Salzwedel)                                                                                |
| 1981/1982 | Herrendoppel | Frank Brandenburg / Jan Schülke (Einheit Greifswald / Kühlautomat Berlin)                | Sven Weise / Silvio Trommler (Stahl Südwest Leipzig / Aktivist Niederwürschnitz)      | Mike Joseph / Steffen Wolf (Einheit Greifswald / EBT Berlin)                         | Mario Schauder / Torsten Müller (EBT Berlin / Stahl Freital)                                                     |
| 1981/1982 | Herreneinzel | Sven Weise (Stahl Süd-West Leipzig)                                                      | Silvio Trommler (Aktivist Niederwürschnitz)                                           | Mike Joseph (Einheit Greifswald)                                                     | Jan Schülke (Kühlautomat Berlin)                                                                                 |
| 1981/1982 | Mixed        | Sven Weise / Uta Brückner (Stahl Süd-West Leipzig / Aktivist Salzwedel)                  | Jan Schülke / Silvia Bugs (Kühlautomat Berlin)                                        | Mario Schauder / Ines Wolter (EBT Berlin / Aktivist Salzwedel)                       | Mike Joseph / Kerstin Bohn (Einheit Greifswald)                                                                  |
| 1982/1983 | Damendoppel  | Inis Wolter / Manuela Hoffmann (Aktivist Salzwedel)                                      | Michaela Tröger / Cornelia Knoll (Aktivist Niederwürschnitz)                          | Annett Lorenz / Heike Heutzenröder (Union Mühlhausen)                                | Graf / Marika Fehrmann (Wissenschaft Freiberg / Einheit Riesa)                                                   |
| 1982/1983 | Dameneinzel  | Ines Wolter (Aktivist Salzwedel)                                                         | Annett Lorenz (Union Mühlhausen)                                                      | Cornelia Knoll (Aktivist Niederwürschnitz)                                           | Michaela Tröger (Aktivist Niederwürschnitz)                                                                      |
| 1982/1983 | Herrendoppel | Mike Joseph / Steffen Wolf (Einheit Greifswald / EBT Berlin)                             | Thilo Weise / Alexander Pigola (Stahl Südwest Leipzig / HSG DHfK Leipzig)             | Jens Thonack / Andreas Stellfeld (Einheit Greifswald / BSG KWO Berlin)               | Torsten Ehrlich / André Wiechmann (Union Mühlhausen / LMB Güstrow)                                               |
| 1982/1983 | Herreneinzel | Mike Joseph (Einheit Greifswald)                                                         | Tilo Weise (Stahl Südwest Leipzig)                                                    | Alexander Pigola (HSG DHfK Leipzig)                                                  | Steffen Wolf (EBT Berlin)                                                                                        |
| 1982/1983 | Mixed        | Mike Joseph / Marika Fehrmann (Einheit Greifswald / Einheit Riesa)                       | Steffen Wolf / Inis Wolter (EBT Berlin / Aktivist Salzwedel)                          | Rene Klinke / Michaela Tröger (Gaselan Fürstenwalde / Aktivist Niederwürschnitz)     | Thilo Weise / Manuela Hoffmann (Stahl Südwest Leipzig / Aktivist Salzwedel)                                      |
| 1983/1984 | Damendoppel  | Heike Heutzenröder / Annet Lorenz (Union Mühlhausen)                                     | Marika Fehrmann / Jeannette Klinke (Einheit Riesa / Gaselan Fürstenwalde)             | Sandy Tröger / Carmen Fiedler (Aktivist Niederwürschnitz / Wismut Karl-Marx-Stadt)   | Andrea Nordmann / Katrin Rühe (Lok Magdeburg)                                                                    |
| 1983/1984 | Dameneinzel  | Heike Heutzenröder (Union Mühlhausen)                                                    | Marika Fehrmann (Einheit Riesa)                                                       | Annet Lorenz (Union Mühlhausen)                                                      | Jeannette Klinke (Gaselan Fürstenwalde)                                                                          |
| 1983/1984 | Herrendoppel | Jörg Hutzler / Lars Scheithauser (Wismut Karl-Marx-Stadt / Einheit Dorfchemnitz)         | Torsten Ehrlich / André Wiechmann (Union Mühlhausen / LMB Güstrow)                    | Dirk Reschke / Michael Krumpel (Kühlautomat Berlin / EBT Berlin)                     | Sven Radigk / Gero Feldbinder (Medizin Luckau / TSG Lübbenau)                                                    |
| 1983/1984 | Herreneinzel | André Wiechmann (LBM Güstrow)                                                            | Jörg Hutzler (Wismut Karl-Marx-Stadt)                                                 | Torsten Ehrlich (Union Mühlhausen)                                                   | Sven Radigk (Medizin Luckau)                                                                                     |
| 1983/1984 | Mixed        | Torsten Ehrlich / Annet Lorenz (Union Mühlhausen)                                        | Lars Scheithauer / Heike Heutzenröder (Einheit Dorfchemnitz / Union Mühlhausen)       | André Wiechmann / Jeanette Klinke (LMB Güstrow / Gaselan Fürstenwalde)               | Jörg Hutzler / Marika Fehrmann (Wismut Karl-Marx-Stadt / Einheit Riesa)                                          |
| 1984/1985 | Damendoppel  | Carmen Fiedler / Ute Kölzig (Wismut Karl-Marx-Stadt)                                     | Jeanette Klinke / Conny Kempf (Gaselan Fürstenwalde / Einheit Dorfchemnitz)           | Sandra Seyfarth / Ines Gattermann (Lok Gera / Fortschritt Tröbitz)                   | Claudia Mädler / Bettina Pohl (Aktivist Salzwedel / Wohnungsbaukombinat Erfurt)                                  |
| 1984/1985 | Dameneinzel  | Jeanette Klinke (Gaselan Fürstenwalde)                                                   | Annett Halweg (Gaselan Fürstenwalde)                                                  | Carmen Fiedler (Wismut Karl-Marx-Stadt)                                              | Kerstin Blume (Dynamo Nord Leipzig)                                                                              |
| 1984/1985 | Herrendoppel | Sven Radigk / Gero Feldbinder (Medizin Luckau / TSG Lübbenau)                            | Thomas Geißler / Peter Gerstner (Lok Gera)                                            | Andreas Malitz / Dirk Otto (Post Berlin / HSG Lok HfV Dresden)                       | Marcus Hampel / Sven Michael (Fortschritt Tröbitz)                                                               |
| 1984/1985 | Herreneinzel | Sven Radigk (Medizin Luckau)                                                             | Gero Feldbinder (TSG Lübbenau)                                                        | Maik Schubert (Lok Bitterfeld)                                                       | Sven Michael (Fortschritt Tröbitz)                                                                               |
| 1984/1985 | Mixed        | Sven Radigk / Carmen Fiedler (Medizin Luckau / Wismut Karl-Marx-Stadt)                   | Marcus Hampel / Ines Gattermann (Fortschritt Tröbitz)                                 | Thomas Geißler / Sandra Seyfarth (Lok Gera)                                          | Thilo Renell / Beate Fischer (Aktivist KL Oelsnitz / Motor Hainichen)                                            |
| 1985/1986 | Damendoppel  | Ines Zitzmann / Sandra Seyfarth (Carl Zeiss Jena Nord / Lok Gera)                        | Conny Kempf / Susann Hoffmann (Einheit Dorfchemnitz / Turbine Markranstädt)           | Claudia Mädler / Bettina Pohl (Aktivist Salzwedel / Wohnungsbaukombinat Erfurt)      | Nadja Hausdörfer / Jungnickel (Feinmess Suhl / Suhl)                                                             |
| 1985/1986 | Dameneinzel  | Sandra Seyfarth (Lok Gera)                                                               | Susann Hoffmann (Turbine Markranstädt)                                                | Ines Gattermann (Fortschritt Tröbitz)                                                | Nadja Hausdörfer (Feinmess Suhl)                                                                                 |
| 1985/1986 | Herrendoppel | Ronny Röper / Jens Becke (Traktor Ausleben / Elektronik Gera)                            | Lars Kühn / Sven Thiel (EBT Berlin)                                                   | Volker Hempel / Matthias Brandt (SG Gittersee / Stahl Merseburg)                     | Frank Hanuschkar / Sven Eberll (Kühlautomat Berlin / Wismut Karl-Marx-Stadt)                                     |
| 1985/1986 | Herreneinzel | Ronny Röper (Traktor Ausleben)                                                           | Andreas Giesecke (Stahl Freital)                                                      | Frank Hanuschkar (Kühlautomat Berlin)                                                | René Florenske (Aktivist Niederwürschnitz)                                                                       |
| 1985/1986 | Mixed        | Ronny Röper / Claudia Mädler (Traktor Ausleben / Aktivist Salzwedel)                     | Mirko Czerwenka / Ines Gattermann (Fortschritt Tröbitz)                               | Jens Becke / Sandra Seyfarth (Lok Gera)                                              | Thilo Renell / Ines Zitzmann (Fortschritt Mittweida / Carl Zeiss Jena Nord)                                      |
| 1986/1987 | Damendoppel  | Ines Zitzmann / Peggy Richter (Carl Zeiss Jena Nord / Fortschritt Tröbitz)               | Diana Moschinski / Anja Lorenz (TSG Lübbenau / BSG KWO Berlin)                        | Ulrike Jähne / Andrea Schröder (Einheit Greifswald)                                  | Annett Gonther / Bettina Brettschneider (Bergmann Borsig Berlin / TSG Bühlau)                                    |
| 1986/1987 | Dameneinzel  | Peggy Richter (Fortschritt Tröbitz)                                                      | Ines Zitzmann (Carl Zeiss Jena Nord)                                                  | Susann Hoffmann (Turbine Markranstädt)                                               | Diana Moschinski (TSG Lübbenau)                                                                                  |
| 1986/1987 | Herrendoppel | Jean Deinert / Ronny Sarski (Fortschritt Tröbitz / Fortschritt Taucha)                   | Volker Hempel / Matthias Brandt (SG Gittersee / Stahl Merseburg)                      | Stephan Graf / Mirko Kreßner (Aktivist Niederwürschnitz)                             | Heiko Geißler / Karsten Neumann (Lok Gera / Einheit Greifswald)                                                  |
| 1986/1987 | Herreneinzel | Jean Deinert (Fortschritt Tröbitz)                                                       | Ronny Sarski (Fortschritt Taucha)                                                     | Matthias Brandt (Stahl Merseburg)                                                    | Torsten List (Chemie Piesteritz)                                                                                 |
| 1986/1987 | Mixed        | Jean Deinert / Peggy Richter (Fortschritt Tröbitz)                                       | Ronny Sarski / Susann Hoffmann (Fortschritt Taucha / Turbine Markranstädt)            | Matthias Brandt / Bärbel Wilde (Stahl Merseburg / Chemie Leuna)                      | Volker Hempel / Ines Zitzmann (SG Gittersee / Carl Zeiss Jena Nord)                                              |
| 1987/1988 | Damendoppel  | Diana Moschinski / Anja Lorenz (Medizin Luckau / BSG KWO Berlin)                         | Susann Hoffmann / Daniela Jahn (Turbine Markranstädt / Medizin Borna)                 | Janine Mehlhorn / Katrin Ihm (Aktivist KL Oelsnitz)                                  | Katja Michalowsky / Anja Richter (Einheit Greifswald / Motor Fanal Karl-Marx-Stadt)                              |
| 1987/1988 | Dameneinzel  | Katja Michalowsky (Einheit Greifswald)                                                   | Susann Hoffmann (Turbine Markranstädt)                                                | Anja Lorenz (BSG KWO Berlin)                                                         | Diana Moschinski (TSG Lübbenau)                                                                                  |
| 1987/1988 | Herrendoppel | Volker Hempel / Matthias Brandt (SG Gittersee / Stahl Merseburg)                         | Alexander Böhm / Dan Guddat (EBT Berlin / BSG KWO Berlin)                             | Jens Meißner / René Harder (Medizin Luckau / HSG Lok HfV Dresden)                    | Ronny Jäger / Steffen Hefter (Stahl Merseburg)                                                                   |
| 1987/1988 | Herreneinzel | Volker Hempel (SG Gittersee)                                                             | Mathias Brandt (Stahl Merseburg)                                                      | Alexander Böhm (EBT Berlin)                                                          | Ronny Jäger (Stahl Merseburg)                                                                                    |
| 1987/1988 | Mixed        | Volker Hempel / Susann Hoffmann (SG Gittersee / Turbine Markranstädt)                    | Jens Meißner / Diana Moschinski (Medizin Luckau / TSG Lübbenau)                       | Alexander Böhm / Silke Lellinger (EBT Berlin / Bergmann Borsig Berlin)               | Thomas Bohn / Katja Michalowsky (Einheit Greifswald)                                                             |
| 1988/1989 | Damendoppel  | Katja Michalowsky / Sandra Peschka (Einheit Greifswald / Union Mühlhausen)               | Stephani Purps / Silke Lellinger (Bergmann Borsig Berlin)                             | Ulrike Gerst / Ulrike Kleefeld (Gaselan Fürstenwalde)                                | Katrin Zubrinna / Anja Weber (Rotation Erfurt / EBT Berlin)                                                      |
| 1988/1989 | Dameneinzel  | Katja Michalowsky (Einheit Greifswald)                                                   | Silke Lellinger (Bergmann Borsig Berlin)                                              | Sandra Otto (Chemie Zwenkau)                                                         | Anja Weber (EBT Berlin)                                                                                          |
| 1988/1989 | Herrendoppel | Thomas Bohn / Falk Reindel (Einheit Greifswald / Motor Fanal Karl-Marx-Stadt)            | Sven Mädler / Sven Trebst (Aktivist KL Oelsnitz / Lok Bitterfeld)                     | Thomas Riese / Christian Sprenger (Fortschritt Tröbitz / BSG KWO Berlin)             | Conrad Hückstädt / Alexander Radeboldt (EBT Berlin / Bergmann Borsig Berlin)                                     |
| 1988/1989 | Herreneinzel | Thomas Bohn (Einheit Greifswald)                                                         | Lorenz (Aufbau Nienburg)                                                              | Sven Mädler (Aktivist KL Oelsnitz)                                                   | Sven Trebst (Lok Bitterfeld)                                                                                     |
| 1988/1989 | Mixed        | Thomas Bohn / Katja Michalowsky (Einheit Greifswald)                                     | Sven Mädler / Sandra Peschka (Aktivist KL Oelsnitz / Union Mühlhausen)                | Conrad Hückstädt / Anja Weber (EBT Berlin)                                           | Alexander Radeboldt / Silke Lellinger (Bergmann Borsig Berlin)                                                   |
| 1989/1990 | Damendoppel  | Anja Weber / Sandra Otto (EBT Berlin / Chemie Zwenkau)                                   | Kerstin Krause / Diana Metzke (EBT Berlin)                                            | Katrin Groß / Jana Prohaska (Rotation Erfurt / Chemie Leuna)                         | Diana Sühlfleisch / Doreen Naßwetter (Wohnungsbaukombinat Erfurt / Lok Güsten)                                   |
| 1989/1990 | Dameneinzel  | Anja Weber (EBT Berlin)                                                                  | Sandra Otto (Chemie Zwenkau)                                                          | Diana Sühlfleisch (Wohnungsbaukombinat Erfurt)                                       | Doreen Naßwetter (Lok Güsten)                                                                                    |
| 1989/1990 | Herrendoppel | Conrad Hückstädt / Alexander Radeboldt (EBT Berlin / Bergmann Borsig Berlin)             | Thomas Riese / Christian Sprenger (Fortschritt Tröbitz / BSG KWO Berlin)              | Jörg Berger / Björn Wippich (Pentacon Görlitz / SG Robur Zittau)                     | Andreas Ziese / Andreas Behnke (BSG KWO Berlin / Bergmann Borsig Berlin)                                         |
| 1989/1990 | Herreneinzel | Thomas Riese (Fortschritt Tröbitz)                                                       | Conrad Hückstädt (EBT Berlin)                                                         | Christian Sprenger (BSG KWO Berlin)                                                  | Andreas Ziese (BSG KWO Berlin)                                                                                   |
| 1989/1990 | Mixed        | Conrad Hückstädt / Anja Weber (EBT Berlin)                                               | Thomas Riese / Sandra Otto (Fortschritt Tröbitz / Chemie Zwenkau)                     | Andreas Ziese / Doreen Naßwetter (BSG KWO Berlin / Lok Güsten)                       | Alexander Radeboldt / Diana Sühlfleisch (Bergmann Borsig Berlin / Wohnungsbaukombinat Erfurt)                    |

## Altersklasse 10–11
(bis 1968/1969 als Bestenermittlung)

### Austragungsorte
| Saison    | Datum               | Ort             |
| --------- | ------------------- | --------------- |
| 1961/1962 |                     |                 |
| 1962/1963 |                     |                 |
| 1963/1964 |                     |                 |
| 1964/1965 |                     |                 |
| 1965/1966 |                     |                 |
| 1966/1967 |                     |                 |
| 1967/1968 | 8.–9. Juni 1968     | Dorfchemnitz    |
| 1968/1969 |                     |                 |
| 1969/1970 | 8.–10. Juli 1970    | Leipzig         |
| 1970/1971 | 3.–4. Juli 1971     | Lübbenau        |
| 1971/1972 |                     |                 |
| 1972/1973 |                     |                 |
| 1973/1974 |                     | Greppin         |
| 1974/1975 |                     |                 |
| 1975/1976 | 12.–13. Juni 1976   | Karl-Marx-Stadt |
| 1976/1977 | 4.–5. Juni 1977     | Stendal         |
| 1977/1978 | 27./28. Mai 1978    | Zerbst          |
| 1978/1979 | 4.–5. Juni 1979     | Dorfchemnitz    |
| 1979/1980 | 9.–10. Februar 1980 | Berlin          |
| 1980/1981 | 7.–8. Februar 1981  | Greifswald      |
| 1981/1982 | 6.–7. Februar 1982  | Dorndorf        |
| 1982/1983 |                     |                 |
| 1983/1984 | 4.–5. Februar 1984  | Greifswald      |
| 1984/1985 |                     |                 |
| 1985/1986 | 8.–9. Februar 1986  | Lübbenau        |
| 1986/1987 | 7.–8. Februar 1987  | Schmalkalden    |
| 1987/1988 | 6.–7. Februar 1988  | Erfurt          |

### Sieger und Platzierte
| Saison    | Disziplin    | 1                                                                                     | 2                                                                                        | 3                                                                                  | 3                                                                                     |
| --------- | ------------ | ------------------------------------------------------------------------------------- | ---------------------------------------------------------------------------------------- | ---------------------------------------------------------------------------------- | ------------------------------------------------------------------------------------- |
| 1961/1962 | Dameneinzel  | Christiane Heizenreder (Fortschritt Werdau)                                           | Ingrid Rädisch (Aktivist Tröbitz)                                                        | Elsbeth Trampota (SSG Haldensleben)                                                |                                                                                       |
| 1961/1962 | Herreneinzel | Bernd Bäcker (Aktivist Tröbitz)                                                       | Rolf Quosig (Lok Staßfurt)                                                               | Roland Riese (Aktivist Tröbitz)                                                    |                                                                                       |
| 1962/1963 | Damendoppel  | Ingeborg Sopha / Sabine Weinreich (Lok Haldensleben)                                  | Ilse Querfurt / Brunhilde Lellau (Lok Oschersleben)                                      | Pleyer / Schmidt (Lok Haldensleben)                                                |                                                                                       |
| 1962/1963 | Dameneinzel  | Gisa Dietrich (Einheit Dorfchemnitz)                                                  | Karin Pollmann (Empor Dedeleben)                                                         | Ingeborg Sopha (SSG Haldensleben)                                                  |                                                                                       |
| 1962/1963 | Herrendoppel | Steffen Reichel / Detlef Bodinek (Einheit Dorfchemnitz)                               | Hans Jakob / Karl-Heinz Thiepold (Empor Döbeln)                                          | Erwin Langenheim / Rudi Schulz (Lok Oschersleben)                                  |                                                                                       |
| 1962/1963 | Herreneinzel | Bernd Bäcker (Aktivist Tröbitz)                                                       | Hans-Jürgen Göhler (Dynamo Freiberg)                                                     | Steffen Schlesinger (Einheit Dorfchemnitz)                                         |                                                                                       |
| 1963/1964 | Damendoppel  | Monika Thiere / Angelika Seifert (Aktivist Tröbitz)                                   | Monika Hengst / Birgit Weinhold (Einheit Dorfchemnitz)                                   | Beate Hennig / Heidi Meisel (Einheit Dorfchemnitz / Motor Fraureuth)               |                                                                                       |
| 1963/1964 | Dameneinzel  | Brigitte Zeiß (Aufbau Themar)                                                         | Monika Thiere (Aktivist Tröbitz)                                                         | Beate Hennig (Einheit Dorfchemnitz)                                                |                                                                                       |
| 1963/1964 | Herrendoppel | Dieter Rößler / Werner Dornbusch (Einheit Dorfchemnitz)                               | Powroth / Freudenberg (Halle)                                                            | Heinz Müller / Müller (Lok Oschersleben)                                           |                                                                                       |
| 1963/1964 | Herreneinzel | Joachim Wiegand (Lok Weißenfels)                                                      | Wolfgang Michael (Tiefbau Anklam)                                                        | Michael Metschke (Lok Falkenberg)                                                  |                                                                                       |
| 1964/1965 | Damendoppel  | Bärbel Günther / Margit Herferth (Turbine Lichtenberg)                                | Löffler / Jahn (Lok Weißenfels)                                                          | Sabine Kichgeorg / Beck (Medizin Ilmenau)                                          |                                                                                       |
| 1964/1965 | Dameneinzel  | Heidrun Eckhard (Lok Weißenfels)                                                      | Sabine Kirchgeorg (Medizin Ilmenau)                                                      | Roselies Ohrdorf (Lok Haldensleben)                                                |                                                                                       |
| 1964/1965 | Herrendoppel | Dieter Rößler / Werner Dornbusch (Einheit Dorfchemnitz)                               | Joachim Wiegand / H.-Gerd Löffler (Lok Weißenfels)                                       | Armin Balke / Wolfgang Böttcher (Lok Staßfurt)                                     |                                                                                       |
| 1964/1965 | Herreneinzel | Joachim Wiegand (Lok Weißenfels)                                                      | Dieter Rößler (Einheit Dorfchemnitz)                                                     | Werner Dornbusch (Einheit Dorfchemnitz)                                            |                                                                                       |
| 1965/1966 | Damendoppel  | Edeltraud Flechner / Ursula Kaul (Empor Eichwalde)                                    | Linß / Margot Wolfram (Einheit Kyritz)                                                   | Flach / Waldau (Einheit Kyritz)                                                    |                                                                                       |
| 1965/1966 | Dameneinzel  | Edeltraud Flechner (Empor Eichwalde)                                                  | Christine Engemann (Stahl Nordwest Leipzig)                                              | Karin Ledig (Empor Eichwalde)                                                      |                                                                                       |
| 1965/1966 | Herrendoppel | Gerhard Riese / Klaus Skobowsky (Aktivist Tröbitz)                                    | Jürgen Richter / Winfried Rosenkranz (Turbine Markranstädt)                              | Kurt / Stefan Rehfeld (Einheit Kyritz)                                             |                                                                                       |
| 1965/1966 | Herreneinzel | Klaus Skobowsky (Aktivist Tröbitz)                                                    | Jürgen Richter (Turbine Markranstädt)                                                    | Möller (Lok Pritzwalk)                                                             |                                                                                       |
| 1966/1967 | Damendoppel  | Angelika Otto / Eveline Simon (Motor Brand-Langenau / Lok Zwickau)                    | Maria Fiebig / Rosi Haselbacher (Einheit Dorfchemnitz)                                   | Angelika Ulitzka / Steffi Weichelt (Turbine Lichtenberg)                           | Brigitte Glowka / Rita Manig (Chemie Weißwasser / Aktivist Tröbitz)                   |
| 1966/1967 | Dameneinzel  | Angelika Otto (Motor Brand-Langenau)                                                  | Maria Fiebig (Einheit Dorfchemnitz)                                                      | Eveline Simon (Lok Zwickau)                                                        | Karola Ahrend (Lok Haldensleben)                                                      |
| 1966/1967 | Herrendoppel | Klaus Skobowsky / Wilfried Bessin (Aktivist Tröbitz / Lok Haldensleben)               | Detlef Sprenger / Jürgen Homburg (Empor Eichwalde)                                       | Uwe Lewert / Peter Bläser (Empor Eichwalde / Turbine Lauta)                        | Uwe Zellin / Jürgen Gardem (Motor Grubenlampe Zwickau)                                |
| 1966/1967 | Herreneinzel | Klaus Skobowsky (Aktivist Tröbitz)                                                    | Detlef Sprenger (Empor Eichwalde)                                                        | Jürgen Homburg (Empor Eichwalde)                                                   | Wilfried Bessin (Lok Haldensleben)                                                    |
| 1967/1968 | Damendoppel  | Karin Dommisch / Dagmar Rehberg (Empor Eichwalde)                                     | Maria Fiebig / Rosi Haselbacher (Einheit Dorfchemnitz)                                   | Ilona Hüttig / Marion Protze (Chemie Bischofswerda)                                | Angela Wenzel / Sylvia König (Einheit Dorfchemnitz)                                   |
| 1967/1968 | Dameneinzel  | Maria Fiebig (Einheit Dorfchemnitz)                                                   | Karin Dommisch (Empor Eichwalde)                                                         | Dagmar Rehberg (Empor Eichwalde)                                                   | Rosi Haselbacher (Einheit Dorfchemnitz)                                               |
| 1967/1968 | Herrendoppel | Detlef Sprenger / Jürgen Homburg (Empor Eichwalde)                                    | Klaus Skobowsky / Lutz Dähne (Aktivist Tröbitz)                                          | Frank Griesbach / Volker Griesbach (Einheit Dorfchemnitz)                          | Bernd Schramm / Steffen Goetz (Einheit Dorfchemnitz)                                  |
| 1967/1968 | Herreneinzel | Klaus Skobowsky (Aktivist Tröbitz)                                                    | Detlef Sprenger (Empor Eichwalde)                                                        | Frank Griesbach (Einheit Dorfchemnitz)                                             | Volker Griesbach (Einheit Dorfchemnitz)                                               |
| 1968/1969 | Damendoppel  | Astrit Schreiber / Marion Trifon (Aktivist Niederwürschnitz / Turbine Frankenberg)    | Sylvia Hegel / Karla Grützner (Motor Hermsdorf)                                          | Angela Wenzel / Sylvia König (Einheit Dorfchemnitz)                                |                                                                                       |
| 1968/1969 | Dameneinzel  | Angela Wenzel (Einheit Dorfchemnitz)                                                  | Astrit Schreiber (Aktivist Niederwürschnitz)                                             | Sylvia König (Einheit Dorfchemnitz)                                                |                                                                                       |
| 1968/1969 | Herrendoppel | Andreas Benz / Uwe Biering (Motor Hermsdorf)                                          | Rainer Sperfeldt / Hans Sossna (TSG Fürstenwalde)                                        | Jens Scheithauer / Mathias Helbig (Einheit Dorfchemnitz)                           |                                                                                       |
| 1968/1969 | Herreneinzel | Horst Mildner (Motor Hermsdorf)                                                       | Klaus Fritzsche (Einheit Dorfchemnitz)                                                   | Ralf Pohl (Empor Eichwalde)                                                        |                                                                                       |
| 1968/1969 | Mixed        | Andreas Benz / Sylvia Hegel (Motor Hermsdorf)                                         | Horst Mildner / Karla Grützner (Motor Hermsdorf)                                         | Ralf Pohl / Maritta Anwand (Empor Eichwalde / Motor Köpenick)                      |                                                                                       |
| 1969/1970 | Damendoppel  | Elke Härtwig / Carola Morgenstern (Einheit Dorfchemnitz)                              | Petra Liers / Marina Suba (Dynamo Hoyerswerda / TSG Lübbenau)                            | Martschart / Süßmuth (Lok Bischofswerda)                                           | Kasigkeit / Sternicke (TSG Seelow)                                                    |
| 1969/1970 | Dameneinzel  | Karin Brestrich (Lok Gera)                                                            | Ilona Michalowsky (Einheit Greifswald)                                                   | Renate Thurow (Einheit Greifswald)                                                 | Petra Liers (Dynamo Hoyerswerda)                                                      |
| 1969/1970 | Herrendoppel | Mathias Helbig / Jens Scheithauer (Einheit Dorfchemnitz)                              | Rainer Sperfeldt / Hans Sossna (TSG Fürstenwalde)                                        | Peter Hentschel / Norbert Zimmer (Lok Pritzwalk)                                   | Matthias Röder / Karl-Heinz Munkelt (Chemie Zwenkau)                                  |
| 1969/1970 | Herreneinzel | Roland Grandner (Motor Brand-Langenau)                                                | Rainer Sperfeldt (TSG Fürstenwalde)                                                      | Mathias Helbig (Einheit Dorfchemnitz)                                              | Andreas Benz (Motor Hermsdorf)                                                        |
| 1969/1970 | Mixed        | Jens Scheithauer / Rena Scheithauer (Einheit Dorfchemnitz)                            | Andreas Benz / Karin Brestrich (Motor Hermsdorf / Lok Gera)                              | Michael Schmidt / Renate Schnell (Empor Eichwalde / Motor Köpenick)                | Wagler / Seifert (Motor Plamag Plauen / Motor Markneukirchen)                         |
| 1970/1971 | Damendoppel  | Sylvia Scheiter / Elke Räder (Aktivist Niederwürschnitz)                              | Elke Härtwig / Carola Morgenstern (Einheit Dorfchemnitz)                                 | Ilona Klinkewitz / Kerstin Kühnel (SG Gittersee)                                   | Dagmar Friedrich / Dagmar Klein (Motor Hainichen)                                     |
| 1970/1971 | Dameneinzel  | Rena Scheithauer (Einheit Dorfchemnitz)                                               | Ilona Michalowsky (Einheit Greifswald)                                                   | Elke Härtwig (Einheit Dorfchemnitz)                                                | Sylvia Scheiter (Aktivist Niederwürschnitz)                                           |
| 1970/1971 | Herrendoppel | Mathias Helbig / Jens Scheithauer (Einheit Dorfchemnitz)                              | Andreas Benz / Axel Thron (Motor Hermsdorf / Einheit Gotha)                              | Wolfgang Hilbricht / Michael Sprenger (Empor Eichwalde)                            | Frank Hänig / Matthias Freier (Aktivist Niederwürschnitz)                             |
| 1970/1971 | Herreneinzel | Jörg-Peter Palm (Empor Eichwalde)                                                     | Andreas Benz (Motor Hermsdorf)                                                           | Peter Schulze (Einheit Wehlen)                                                     | Mathias Helbig (Einheit Dorfchemnitz)                                                 |
| 1970/1971 | Mixed        | Jörg-Peter Palm / Ilona Michalowsky (Empor Eichwalde / Einheit Greifswald)            | Jens Scheithauer / Rena Scheithauer (Einheit Dorfchemnitz)                               | Wolfgang Hilbricht / Petra Tobien (Empor Eichwalde)                                | Matthias Frommer / Dagmar Helbig (Einheit Dorfchemnitz)                               |
| 1971/1972 | Damendoppel  | Carola Morgenstern / Dagmar Helbig (Einheit Dorfchemnitz)                             | Petra Michalowsky / Ilona Michalowsky (Einheit Greifswald)                               | Anders / Sonja Kipp (Lok Falkenberg)                                               | Dagmar Friedrich / Dagmar Klein (Motor Hainichen)                                     |
| 1971/1972 | Dameneinzel  | Ilona Michalowsky (Einheit Greifswald)                                                | Dagmar Friedrich (Motor Hainichen)                                                       | Carola Morgenstern (Einheit Dorfchemnitz)                                          | Dagmar Helbig (Einheit Dorfchemnitz)                                                  |
| 1971/1972 | Herrendoppel | Jörg-Peter Palm / Hans-Jürgen Jeziorowski (FSG Wildau)                                | Wolfgang Hilbricht / Detlef Sprenger (FSG Wildau)                                        | Matthias Freier / Michael Lehmann (Aktivist Niederwürschnitz / TSG Lübbenau)       | Matthias Frommer / Andreas Wenzel (Aktivist Niederwürschnitz)                         |
| 1971/1972 | Herreneinzel | Jörg-Peter Palm (FSG Wildau)                                                          | Matthias Freier (Aktivist Niederwürschnitz)                                              | Wolfgang Hilbricht (FSG Wildau)                                                    | Hans-Jürgen Jeziorowski (FSG Wildau)                                                  |
| 1971/1972 | Mixed        | Jörg-Peter Palm / Ilona Michalowsky (FSG Wildau / Einheit Greifswald)                 | Wolfgang Hilbricht / Petra Tobien (Empor Eichwalde)                                      | Andreas Wenzel / Dagmar Helbig (Einheit Dorfchemnitz)                              | Matthias Frommer / Carola Morgenstern (Einheit Dorfchemnitz)                          |
| 1972/1973 | Damendoppel  | Christine Ober / Carmen Ober (Fortschritt Tröbitz)                                    | Dagmar Helbig / Marina Dockhorn (Einheit Dorfchemnitz)                                   | Petra Tobien / Petra Michalowsky (FSG Wildau / Einheit Greifswald)                 | Heike Günther / Heike Schittek (Aktivist Niederwürschnitz)                            |
| 1972/1973 | Dameneinzel  | Christine Ober (Fortschritt Tröbitz)                                                  | Carmen Ober (Fortschritt Tröbitz)                                                        | Marina Dockhorn (Einheit Dorfchemnitz)                                             | Dagmar Helbig (Einheit Dorfchemnitz)                                                  |
| 1972/1973 | Herrendoppel | Eberhard Rosanka / Gerald Bärwald (Motor Dresden-Neustadt / Lok Bitterfeld)           | Frank Fröhlich / G. Bellmann (Einheit Dorfchemnitz)                                      | Heiko Stiehl / Holger Bellmann (Einheit Dorfchemnitz)                              | Ronald Dietrich / Frank Weber (Aktivist Niederwürschnitz)                             |
| 1972/1973 | Herreneinzel | Eberhard Rosanka (Motor Dresden-Neustadt)                                             | Frank Fröhlich (Einheit Dorfchemnitz)                                                    | Ullrich Rutsatz (Motor Robur Zittau)                                               | Gerald Bärwald (Lok Bitterfeld)                                                       |
| 1972/1973 | Mixed        | Frank Fröhlich / Dagmar Helbig (Einheit Dorfchemnitz)                                 | Eberhard Rosanka / Christine Ober (Motor Dresden-Neustadt / Fortschritt Tröbitz)         | Gerald Bärwald / Carmen Ober (Lok Bitterfeld / Fortschritt Tröbitz)                | Roland Götze / Petra Cibis (Stahl Rasberg / Chemie Greppin)                           |
| 1973/1974 | Damendoppel  | Kerstin Müller / Steffi Herold (Einheit Dorfchemnitz)                                 | Petra Michalowsky / Birgit Kämmer (Einheit Greifswald)                                   | Kerstin Rosner / Birgit Jäger (Aktivist Niederwürschnitz / Wismut Karl-Marx-Stadt) | Bärbel Härtel / Marion Lichtenstein (Traktor Landsberg / Chemie Greppin)              |
| 1973/1974 | Dameneinzel  | Kerstin Müller (Einheit Dorfchemnitz)                                                 | Steffi Herold (Einheit Dorfchemnitz)                                                     | Petra Michalowsky (Einheit Greifswald)                                             | Birgit Kämmer (Einheit Greifswald)                                                    |
| 1973/1974 | Herrendoppel | Lutz Möritz / Roland Götze (Traktor Landsberg / Stahl Rasberg)                        | Ronald Dietrich / Bernd Nowak (Aktivist Niederwürschnitz / Wismut Karl-Marx-Stadt)       | Andreas Pape / Frank Kattner (FSG Wildau)                                          | Hera / Nowak (Stahl Merseburg / Traktor Landsberg)                                    |
| 1973/1974 | Herreneinzel | Lutz Möritz (Traktor Landsberg)                                                       | Ronald Dietrich (Aktivist Niederwürschnitz)                                              | Andreas Pape (FSG Wildau)                                                          | Roland Götze (Stahl Rasberg)                                                          |
| 1973/1974 | Mixed        | Lutz Möritz / Bärbel Härtel (Traktor Landsberg)                                       | Roland Götze / Steffi Herold (Stahl Rasberg / Einheit Dorfchemnitz)                      | Bernd Nowak / Bernd Müller (Wismut Karl-Marx-Stadt / Einheit Dorfchemnitz)         | Steffen Walther / Roswitha Trabs (SG Robur Zittau)                                    |
| 1974/1975 | Damendoppel  | Petra Michalowsky / Birgit Jäger (Einheit Greifswald / Wismut Karl-Marx-Stadt)        | Silvia Gorges / Rößner (Dynamo Aschersleben)                                             | Angela Beche / Elke Hofmann (Wismut Karl-Marx-Stadt)                               | Müller / Heike Hähnlein (Wismut Karl-Marx-Stadt / Aktivist Niederwürschnitz)          |
| 1974/1975 | Dameneinzel  | Petra Michalowsky (Einheit Greifswald)                                                | Roswitha Trabs (Motor Robur Zittau)                                                      | Birgit Jäger (Wismut Karl-Marx-Stadt)                                              | Silke Schmidt (Aktivist Niederwürschnitz)                                             |
| 1974/1975 | Herrendoppel | Thomas Apfelbaum / Harald Kipp (Zentronik Oelsnitz / Lok Falkenburg)                  | Jan Förster / Eckhard Malt (Wismut Karl-Marx-Stadt)                                      | Frank Köseling / Winkler (Motor Eberswalde / Turbine Spremberg)                    | Fred Ihling / Heiko Schulze (Aufbau Nienburg / Dynamo Aschersleben)                   |
| 1974/1975 | Herreneinzel | Thomas Apfelbaum (Zentronik Oelsnitz)                                                 | Jan Förster (Wismut Karl-Marx-Stadt)                                                     | Harald Kipp (Lok Falkenberg)                                                       | Andreas Margies (Einheit Greifswald)                                                  |
| 1974/1975 | Mixed        | Fred Ihling / Astrid Itzigehl (Aufbau Nienburg / Stahl Merseburg)                     | Thomas Apfelbaum / Angela Beche (Zentronik Oelsnitz / Wismut Karl-Marx-Stadt)            | Jan Förster / Birgit Jäger (Wismut Karl-Marx-Stadt)                                | Heiko Schulze / Rößner (Dynamo Aschersleben)                                          |
| 1975/1976 | Damendoppel  | Elke Hofmann / Kerstin Peprny (Wismut Karl-Marx-Stadt / Aktivist Niederwürschnitz)    | Schmidt / Trinks (Zentronik Oelsnitz)                                                    | Jeanette Steiner / Gabi Boron (Wismut Karl-Marx-Stadt / Zentronik Oelsnitz)        | Heike Friedmann / Buschbeck (Einheit Dorfchemnitz / Motor Marienberg)                 |
| 1975/1976 | Dameneinzel  | Elke Hofmann (Wismut Karl-Marx-Stadt)                                                 | Kerstin Peprny (Aktivist Niederwürschnitz)                                               | Jeanette Steiner (Wismut Karl-Marx-Stadt)                                          | Buschbeck (Motor Marienberg)                                                          |
| 1975/1976 | Herrendoppel | Heiko Schulze / Uwe Sommer (SG Dynamo Aschersleben)                                   | Christian Ramm / Hardy Lawrenz (Motor Marienberg / Fortschritt Hohenstein-Ernstthal)     | Roland Pape / Holger Härtwig (Kühlautomat Berlin / Einheit Dorfchemnitz)           | Bernd Müller / Ronald Dietrich (Einheit Dorfchemnitz / Aktivist Niederwürschnitz)     |
| 1975/1976 | Herreneinzel | Christian Ramm (Motor Marienberg)                                                     | Hardy Lawrenz (Fortschritt Hohenstein-Ernstthal)                                         | Heiko Schulze (Dynamo Aschersleben)                                                | Jörg Hollatz (Einheit Greifswald)                                                     |
| 1975/1976 | Mixed        | Heiko Schulze / Elke Hofmann (Dynamo Aschersleben / Wismut Karl-Marx-Stadt)           | Hardy Lawrenz / Schmiedel (Fortschritt Hohenstein-Ernstthal / Motor Grubenlampe Zwickau) | Christian Ramm / Buschbeck (Motor Marienberg)                                      | Holger Härtwig / Heike Friedmann (Einheit Dorfchemnitz)                               |
| 1976/1977 | Damendoppel  | Jeanette Steiner / Gabi Boron (Wismut Karl-Marx-Stadt / Zentronik Oelsnitz)           | Delphine Lehmann / Krüger (Einheit Dorfchemnitz / TSG Lübbenau)                          | Iris Schmidt / Katrin Pfaue (Dynamo Aschersleben)                                  | Ines Büttner / Marion Ihle (Aktivist Niederwürschnitz)                                |
| 1976/1977 | Dameneinzel  | Jeanette Steiner (Wismut Karl-Marx-Stadt)                                             | Ines Büttner (Aktivist Niederwürschnitz)                                                 | Katrin Schlotte (Aktivist Mittenwalde)                                             | Gabi Boron (Zentronik Oelsnitz)                                                       |
| 1976/1977 | Herrendoppel | Heiko Stiehl / René Uhlig (Wismut Karl-Marx-Stadt)                                    | Roland Pape / Thomas Dittrich (Kühlautomat Berlin / Fortschritt Tröbitz)                 | Felix Oehmig / Holger Itzigehl (Traktor Landsberg / Stahl Merseburg)               | Dirk Hickl / Kai Abraham (EBT Berlin)                                                 |
| 1976/1977 | Herreneinzel | Roland Pape (Kühlautomat Berlin)                                                      | Heiko Stiehl (Einheit Dorfchemnitz)                                                      | René Uhlig (Einheit Dorfchemnitz)                                                  | Felix Oehmig (Traktor Landsberg)                                                      |
| 1976/1977 | Mixed        | Roland Pape / Jeanette Steiner (Kühlautomat Berlin / Wismut Karl-Marx-Stadt)          | Heiko Stiehl / Delphine Lehmann (Einheit Dorfchemnitz)                                   | Jürgen Kakoschki / Ines Büttner (Empor West Zwickau / Aktivist Niederwürschnitz)   | René Uhlig / Marion Ihle (Einheit Dorfchemnitz / Aktivist Niederwürschnitz)           |
| 1977/1978 | Damendoppel  | Iris Schmidt / Katrin Pfaue (Dynamo Aschersleben)                                     | Katrin Schlotte / Heike Franke (Aktivist Mittenwalde / Rotation Erfurt)                  | Silke Kunau / Kerstin Ibold (Kühlautomat Berlin / EBT Berlin)                      | Annette Schulz / Christiane Margies (Einheit Greifswald)                              |
| 1977/1978 | Dameneinzel  | Iris Schmidt (SG Dynamo Aschersleben)                                                 | Katrin Schlotte (Aktivist Mittenwalde)                                                   | Silke Kunau (Kühlautomat Berlin)                                                   | Gabi Boron (Zentronik Oelsnitz)                                                       |
| 1977/1978 | Herrendoppel | Steffen Pohl / Kai Abraham (Rotation Erfurt / EBT Berlin)                             | Felix Oehmig / Holger Itzigehl (Traktor Landsberg / Stahl Merseburg)                     | Thomas Schülke / Jürgen Kakoschki (Kühlautomat Berlin / Empor West Zwickau)        | Jan Schülke / Steffen Brandt (Kühlautomat Berlin)                                     |
| 1977/1978 | Herreneinzel | Kai Abraham (EBT Berlin)                                                              | Jürgen Kakoschki (Empor West Zwickau)                                                    | Felix Oehmig (Traktor Landsberg)                                                   | Steffen Pohl (Rotation Erfurt)                                                        |
| 1977/1978 | Mixed        | Felix Oehmig / Iris Schmidt (Traktor Landsberg / Dynamo Aschersleben)                 | Kai Abraham / Katrin Schlotte (EBT Berlin / Aktivist Mittenwalde)                        | Steffen Pohl / Heike Franke (Rotation Erfurt)                                      | Holger Itzigehl / Katrin Pfaue (Stahl Merseburg / Dynamo Aschersleben)                |
| 1978/1979 | Damendoppel  | Evelyn Görler / Andrea Blietz (Wismut Karl-Marx-Stadt / Aktivist Niederwürschnitz)    | Larissa Krellmann / Turid Goetz (Stahl Halsbrücke / Einheit Dorfchemnitz)                | Daniela Prause / Maike Uhlemann (Kühlautomat Berlin / Medizin Luckau)              | Gabi Kaarz / Jänsch (Aktivist Mittenwalde / TSG Lübbenau)                             |
| 1978/1979 | Dameneinzel  | Evelyn Görler (Wismut Karl-Marx-Stadt)                                                | Turid Goetz (Einheit Dorfchemnitz)                                                       | Kerstin Bohn (Einheit Greifswald)                                                  | Andrea Blietz (Aktivist Niederwürschnitz)                                             |
| 1978/1979 | Herrendoppel | Kai Abraham / Jan Schülke (EBT Berlin / Kühlautomat Berlin)                           | Jens Kröner / Silvio Trommler (Wismut Karl-Marx-Stadt / Aktivist Niederwürschnitz)       | Olaf Bahn / Tödtmann (EBT Berlin / Dynamo Aschersleben)                            | Axel Hundorf / Scheinpflug (Dynamo Leipzig / Dynamo Hoyerswerda)                      |
| 1978/1979 | Herreneinzel | Kai Abraham (EBT Berlin)                                                              | Jens Kröner (Wismut Karl-Marx-Stadt)                                                     | Jan Schülke (Kühlautomat Berlin)                                                   | Olaf Bahn (EBT Berlin)                                                                |
| 1978/1979 | Mixed        | Kai Abraham / Maike Uhlemann (EBT Berlin / Medizin Luckau)                            | Jens Kröner / Evelyn Görler (Wismut Karl-Marx-Stadt)                                     | Jan Schülke / Daniela Prause (Kühlautomat Berlin)                                  | Axel Hundorf / Turid Goetz (Dynamo Leipzig / Einheit Dorfchemnitz)                    |
| 1979/1980 | Damendoppel  | Mandy Wetzel / Ines Büttner (Zentronik Oelsnitz / Aktivist Niederwürschnitz)          | Petra Schubert / Wanske (Aufbau Finsterwalde)                                            | Turid Goetz / Marika Fehrmann (Einheit Dorfchemnitz / Einheit Riesa)               | Kerstin Bohn / Silvia Bugs (Einheit Greifswald / Kühlautomat Berlin)                  |
| 1979/1980 | Dameneinzel  | Kerstin Bohn (Einheit Greifswald)                                                     | Gabi Kaarz (Aktivist Mittenwalde)                                                        | Turid Goetz (Einheit Dorfchemnitz)                                                 | Mandy Wetzel (Zentronik Oelsnitz)                                                     |
| 1979/1980 | Herrendoppel | Frank Brandenburg / Jan Schülke (Einheit Greifswald / Kühlautomat Berlin)             | Sven Weise / Tobias Pohl (Stahl Südwest Leipzig / Rotation Erfurt)                       | Silvio Trommler / Jan Schmidt (Aktivist Niederwürschnitz / Stahl Halsbrücke)       | Jens Thonack / Mike Joseph (Einheit Greifswald)                                       |
| 1979/1980 | Herreneinzel | Jan Schülke (Kühlautomat Berlin)                                                      | Silvio Trommler (Aktivist Niederwürschnitz)                                              | Sven Weise (HSG DHfK Leipzig)                                                      | Frank Brandenburg (Einheit Greifswald)                                                |
| 1979/1980 | Mixed        | Jan Schülke / Kerstin Bohn (Kühlautomat Berlin / Einheit Greifswald)                  | Sven Weise / Turid Goetz (Stahl Südwest Leipzig / Einheit Dorfchemnitz)                  | Jan Schmidt / Gabi Kaarz (Stahl Halsbrücke / Aktivist Mittenwalde)                 | Anko Menne / Petra Schubert (Medizin Luckau / Aufbau Finsterwalde)                    |
| 1980/1981 | Damendoppel  | Michaela Tröger / Ines Wolter (Aktivist Niederwürschnitz / Aktivist Salzwedel)        | Marika Fehrmann / Simone Greif (Einheit Riesa / Wissenschaft Freiberg)                   | Zöllner / Katrin Wobser (Chemie Niedersedlitz / Einheit Greifswald)                | Guhl / Jana Vaupel (Empor Saßnitz / Einheit Greifswald)                               |
| 1980/1981 | Dameneinzel  | Ines Wolter (Aktivist Salzwedel)                                                      | Manuela Hoffmann (Aktivist Salzwedel)                                                    | Simone Greif (Wissenschaft Freiberg)                                               | Michaela Tröger (Aktivist Niederwürschnitz)                                           |
| 1980/1981 | Herrendoppel | Mike Joseph / Jens Thonack (Einheit Greifswald)                                       | Thilo Weise / Jörg Hutzler (Stahl SW Leipzig / Wismut Karl-Marx-Stadt)                   | René Klinke / Thomas Paesch (Gaselan Fürstenwalde / KIM Spreenhagen)               | Lars Scheithauer / Steffen Wolf (Einheit Dorfchemnitz / EBT Berlin)                   |
| 1980/1981 | Herreneinzel | Mike Joseph (Einheit Greifswald)                                                      | Dirk Schramm (Aktivist KL Oelsnitz)                                                      | René Klinke (Gaselan Fürstenwalde)                                                 | Steffen Wolf (EBT Berlin)                                                             |
| 1980/1981 | Mixed        | Mike Joseph / Katrin Wobser (Einheit Greifswald)                                      | Jens Thonack / Jana Vaupel (Einheit Greifswald)                                          | Dirk Schramm / Simone Brosinski (Aktivist KL Oelsnitz)                             | Lars Scheithauer / Michaela Tröger (Einheit Dorfchemnitz / Aktivist Niederwürschnitz) |
| 1981/1982 | Damendoppel  | Marika Fehrmann / Jeanette Klinke (Einheit Riesa / Gaselan Fürstenwalde)              | Annet Lorenz / Heike Heutzenröder (Union Mühlhausen)                                     | Grit Rahn / Antje Kober (Kühlautomat Berlin / Wismut Karl-Marx-Stadt)              | Sandy Tröger / Stenke (Aktivist Niederwürschnitz / Aktivist KL Oelsnitz)              |
| 1981/1982 | Dameneinzel  | Annet Lorenz (Union Mühlhausen)                                                       | Marika Fehrmann (Einheit Riesa)                                                          | Heike Heutzenröder (Union Mühlhausen)                                              | Sandy Tröger (Aktivist Niederwürschnitz)                                              |
| 1981/1982 | Herrendoppel | André Wiechmann / Torsten Ehrlich (Post Güstrow / Union Mühlhausen)                   | Jörg Hutzler / Lars Scheithauer (Wismut Karl-Marx-Stadt / Einheit Dorfchemnitz)          | Michael Krumpel / Uwe Rögner (EBT Berlin / Lok RAW Cottbus)                        | Gero Feldbinder / Sven Radigk (TSG Lübbenau / Medizin Luckau)                         |
| 1981/1982 | Herreneinzel | Jörg Hutzler (Wismut Karl-Marx-Stadt)                                                 | André Wiechmann (Post Güstrow)                                                           | Lars Scheithauer (Einheit Dorfchemnitz)                                            | Uwe Rögner (Lok RAW Cottbus)                                                          |
| 1981/1982 | Mixed        | André Wiechmann / Jeanette Klinke (Post Güstrow / Gaselan Fürstenwalde)               | Lars Scheithauer / Marika Fehrmann (Einheit Dorfchemnitz / Einheit Riesa)                | Jörg Hutzler / Antje Kober (Wismut Karl-Marx-Stadt)                                | Torsten Ehrlich / Annet Lorenz (Union Mühlhausen)                                     |
| 1982/1983 | Damendoppel  | Jeanette Klinke / Petra Köhler (Gaselan Fürstenwalde / Post Berlin)                   | Carmen Fiedler / Ute Kölzig (Wismut Karl-Marx-Stadt)                                     | Jana Dinger / Sandra Seyfarth (Lok Gera)                                           | Barbara Kühmstedt / Annett Wackerow (Einheit Greifswald / Empor Saßnitz)              |
| 1982/1983 | Dameneinzel  | Jeannete Klinke (Gaselan Fürstenwalde)                                                | Annett Wackerow (Empor Saßnitz)                                                          | Petra Köhler (Post Berlin)                                                         | Carmen Fiedler (Wismut Karl-Marx-Stadt)                                               |
| 1982/1983 | Herrendoppel | Sven Radigk / Gero Feldbinder (Medizin Luckau / TSG Lübbenau)                         | Marcus Hampel / Sven Michael (Fortschritt Tröbitz)                                       | Dirk Reschke / Maik Schubert (Kühlautomat Berlin / Lok Bitterfeld)                 | Peter Gerstner / Thomas Geisler (Lok Gera / Elektronik Gera)                          |
| 1982/1983 | Herreneinzel | Gero Feldbinder (TSG Lübbenau)                                                        | Sven Radigk (Medizin Luckau)                                                             | Dirk Reschke (Kühlautomat Berlin)                                                  | Richter (Aktivist Niederwürschnitz)                                                   |
| 1982/1983 | Mixed        | Maik Schubert / Carmen Fiedler (Lok Bitterfeld / Wismut Karl-Marx-Stadt)              | Peter Gerstner / Jana Dinger (Lok Gera)                                                  | Dirk Reschke / Jeanette Klinke (Kühlautomat Berlin / Gaselan Fürstenwalde)         | Sven Erstling / Petra Köhler (Post Berlin)                                            |
| 1983/1984 | Damendoppel  | Bettina Pohl / Claudia Mädler (Rotation Erfurt / Aktivist Salzwedel)                  | Sandra Seyfarth / Conny Kempf (Lok Gera / Einheit Dorfchemnitz)                          | Ines Gattermann / Peggy Richter (Fortschritt Tröbitz)                              | Bettina Bolte / Anja Krüger (Kühlautomat Berlin)                                      |
| 1983/1984 | Dameneinzel  | Conny Kempf (Einheit Dorfchemnitz)                                                    | Claudia Mädler (Aktivist Salzwedel)                                                      | Bettina Bolte (Kühlautomat Berlin)                                                 | Sandra Seyfarth (Lok Gera)                                                            |
| 1983/1984 | Herrendoppel | Jens Becke / Sven Eberl (Elektronik Gera / Wismut Karl-Marx-Stadt)                    | Frank Hanuschkar / Sven Thiel (Kühlautomat Berlin)                                       | Andreas Giesecke / Dirk Engelmann (Stahl Freital / Turbine Großenhain)             | René Florenske / Tilo Renell (Aktivist Niederwürschnitz / Traktor Altmittweida)       |
| 1983/1984 | Herreneinzel | Gerald Hempel (SG Gittersee)                                                          | René Florenske (Aktivist Niederwürschnitz)                                               | Lars Kühn (EBT Berlin)                                                             | Andreas Giesecke (Stahl Freital)                                                      |
| 1983/1984 | Mixed        | Mirko Czerwenka / Ines Gattermann (Fortschritt Tröbitz)                               | Andreas Giesecke / Rita Krompaß (Stahl Freital)                                          | Tilo Renell / Conny Kempf (Traktor Altmittweida / Einheit Dorfchemnitz)            | René Florenske / Bettina Pohl (Aktivist Niederwürschnitz / Rotation Erfurt)           |
| 1984/1985 | Damendoppel  | Ines Zitzmann / Susann Hoffmann (Carl-Zeiss Jena-Nord / HSG DHfK Leipzig)             | Anja Lorenz / Peggy Richter (BSG KWO Berlin / Fortschritt Tröbitz)                       | Sandy Keller / Daniela Probe (Wismut Karl-Marx-Stadt)                              | Annett Gonther / Bettina Brettschneider (Bergmann Borsig Berlin / TSG Bühlau)         |
| 1984/1985 | Dameneinzel  | Peggy Richter (Fortschritt Tröbitz)                                                   | Susann Hoffmann (HSG DHfK Leipzig)                                                       | Ines Zitzmann (Carl Zeiss Jena Nord)                                               | Anja Lorenz (BSG KWO Berlin)                                                          |
| 1984/1985 | Herrendoppel | Ronny Sarski / Heiko Geißler (Fortschritt Taucha / Lok Gera)                          | Volker Hempel / Ulrich Henatsch (SG Gittersee / HSG Lok HfV Dresden)                     | Guido Kaiser / Ronny Broeske (Medizin Luckau)                                      | Mirko Kreßner / Stephan Graf (Aktivist Niederwürschnitz)                              |
| 1984/1985 | Herreneinzel | Ronny Sarski (Fortschritt Taucha)                                                     | Jean Deinert (Fortschritt Tröbitz)                                                       | Marc Hübler (Kühlautomat Berlin)                                                   | Winner (Elektronik Gera)                                                              |
| 1984/1985 | Mixed        | Ronny Sarski / Susann Hoffmann (Fortschritt Taucha / HSG DHfK Leipzig)                | Ulrich Henatsch / Peggy Richter (HSG Lok HfV Dresden / Fortschritt Tröbitz)              | Volker Hempel / Daniela Probe (SG Gittersee / Wismut Karl-Marx-Stadt)              | Stephan Graf / Ute Löscher (Aktivist Niederwürschnitz)                                |
| 1985/1986 | Damendoppel  | Anja Lorenz / Diana Moschinski (BSG KWO Berlin / TSG Lübbenau)                        | Susann Hoffmann / Britta Loschke (Turbine Markranstädt / Stahl Mitte Leipzig)            | Janine Mehlhorn / Katrin Ihm (Aktivist KL Oelsnitz)                                | Anja Richter / Katja Michalowsky (Motor Fanal Karl-Marx-Stadt / Einheit Greifswald)   |
| 1985/1986 | Dameneinzel  | Susann Hoffmann (Turbine Markranstädt)                                                | Diana Moschinski (TSG Lübbenau)                                                          | Janine Mehlhorn (Aktivist KL Oelsnitz)                                             | Anja Lorenz (BSG KWO Berlin)                                                          |
| 1985/1986 | Herrendoppel | Volker Hempel / Matthias Brandt (SG Gittersee / Stahl Merseburg)                      | Marc Hübler / Ringo Becker (Post Berlin / Bergmann Borsig Berlin)                        | René Dolhun / Thomas Riese (Fortschritt Tröbitz)                                   | Guido Kaiser / Jens Meißner (Medizin Luckau)                                          |
| 1985/1986 | Herreneinzel | Volker Hempel (SG Gittersee)                                                          | Mathias Brandt (Stahl Merseburg)                                                         | Guido Kaiser (Medizin Luckau)                                                      | Marc Hübler (Post Berlin)                                                             |
| 1985/1986 | Mixed        | Volker Hempel / Susann Hoffmann (SG Gittersee / HSG DHfK Leipzig)                     | Ulrike Kaiser / Diana Moschinski (Medizin Luckau / TSG Lübbenau)                         | Ringo Becker / Anja Lorenz (Bergmann Borsig Berlin / BSG KWO Berlin)               | Marc Hübler / Janine Mehlhorn (Post Berlin / Aktivist KL Oelsnitz)                    |
| 1986/1987 | Damendoppel  | Katja Michalowsky / Ulrike Kaiser (Einheit Greifswald / Medizin Luckau)               | Nora Klischies / Katrin Müller (Kühlautomat Berlin / Empor Eichwalde)                    | Stephani Purps / Silke Lellinger (Bergmann Borsig Berlin)                          | Sandra Peschka / Katrin Czerwinka (Union Mühlhausen)                                  |
| 1986/1987 | Dameneinzel  | Katja Michalowsky (Einheit Greifswald)                                                | Stephani Purps (Bergmann Borsig Berlin)                                                  | Nora Klischies (Kühlautomat Berlin)                                                | Silke Lellinger (EBT Berlin)                                                          |
| 1986/1987 | Herrendoppel | Alexander Radeboldt / Conrad Hückstädt (Bergmann Borsig Berlin / EBT Berlin)          | Sven Mädler / Christian Sprenger (Aktivist KL Oelsnitz / BSG KWO Berlin)                 | Daniel Friedrich / Jörg Ullrich (Motor KFL Malchin / Medizin Schmalkalden)         | Andreas Behnke / Falk Reindel (Bergmann Borsig Berlin / Motor Fanal Karl-Marx-Stadt)  |
| 1986/1987 | Herreneinzel | Alexander Radeboldt (Bermann Borsig Berlin)                                           | Conrad Hückstädt (EBT Berlin)                                                            | Sven Mädler (Aktivist KL Oelsnitz)                                                 | Thomas Moitke (Bergmann Borsig Berlin)                                                |
| 1986/1987 | Mixed        | Alexander Radeboldt / Katja Michalowsky (Bergmann Borsig Berlin / Einheit Greifswald) | Daniel Friedrich / Stephani Purps (Motor KFL Malchin / Bergmann Borsig Berlin)           | Sven Mädler / Nora Klischies (Aktivist KL Oelsnitz / Kühlautomat Berlin)           | Conrad Hückstädt / Silke Lellinger (EBT Berlin)                                       |
| 1987/1988 | Damendoppel  | Katrin Zubrinna / Katrin Cerwinka (Rotation Erfurt / Union Mühlhausen)                | Sandra Otto / Anja Weber (Chemie Zwenkau / EBT Berlin)                                   | Daniela Rüdiger / Claire Wirthwein (Aufbau Finsterwalde / Aufbau Rüdersdorf)       | Laura Kluge / Markert (Bergmann Borsig Berlin)                                        |
| 1987/1988 | Dameneinzel  | Katrin Czerwinka (Union Mühlhausen)                                                   | Diana Sühlfleisch (Wohnungsbaukombinat Erfurt)                                           | Anja Weber (EBT Berlin)                                                            | Katrin Zubrinna (Rotation Erfurt)                                                     |
| 1987/1988 | Herrendoppel | Alexander Radeboldt / Conrad Hückstädt (Bergmann Borsig Berlin / EBT Berlin)          | Thomas Riese / Christian Sprenger (Fortschritt Tröbitz / BSG KWO Berlin)                 | Michael Otto / Andreas Behnke (Chemie Unterpörlitz / Bergmann Borsig Berlin)       | Steve Mann / Joerend (SSG Zwenkau / Bergmann Borsig Berlin)                           |
| 1987/1988 | Herreneinzel | Alexander Radeboldt (Bergmann Borsig Berlin)                                          | Conrad Hückstädt (EBT Berlin)                                                            | Thomas Riese (Fortschritt Tröbitz)                                                 | Christian Sprenger (BSG KWO Berlin)                                                   |
| 1987/1988 | Mixed        | Conrad Hückstädt / Anja Weber (EBT Berlin)                                            | Thomas Riese / Sandra Otto (Fortschritt Tröbitz / SSG Zwenkau)                           | Christian Sprenger / Katrin Czerwinka (BSG KWO Berlin / Union Mühlhausen)          | Alexander Radeboldt / Katrin Zubrinna (Bergmann Borsig Berlin / Rotation Erfurt)      |